# Circus HalliGalli
Circus HalliGalli (kurz CHG oder auch HalliGalli) war eine Late-Night-Show, die vom 25. Februar 2013 bis 20. Juni 2017 auf ProSieben gesendet wurde. Moderiert wurde sie von Joko Winterscheidt und Klaas Heufer-Umlauf, besser bekannt als das Duo Joko und Klaas. Das Konzept der Show basierte im Wesentlichen auf dem von MTV Home und neoParadise. Die Sendung wurde Live-on-Tape produziert. Ausnahme bilden die erste Folge der achten Staffel vom 29. August 2016 sowie die erste und die vierzehnte Folge der neunten Staffel vom 14. Februar und 30. Mai 2017, welche live gesendet wurden.
Die Sendung gewann renommierte Auszeichnungen wie die Rose d’Or, den Grimme-Preis oder den Echo und wurde für zahlreiche weitere Preise nominiert. Laut Eigenaussage von Klaas Heufer-Umlauf handele es sich bei der Sendung um „festlich inszenierten Trash“ und „substanziellen Schwachsinn“.

## Aufbau der Sendung
Der Aufbau der Sendung entsprach in etwa dem der Vorgängersendungen MTV Home (2009–2011) und besonders neoParadise (2011–2013). Als Sidekicks waren unter anderem die aus neoParadise bekannten Charaktere Palina Rojinski, Olli Schulz und Oma Violetta (bis 2015) vertreten. Regelmäßige Gäste im Studio und in Einspielfilmen waren unter anderem auch Udo Walz, Jared Hasselhoff und Matthias Schweighöfer.
Die Sendung begann in der Regel mit einem kurzen Stand-up-Auftritt beider Moderatoren. Als Running Gag begrüßte Winterscheidt die Zuschauer stets zur „zweitbesten Sendung der Welt“. Es folgten unterschiedliche Einspieler aus verschiedenen – zum Teil auch wiederkehrenden – Rubriken (siehe unten) oder Spiele mit Gästen oder dem Publikum. Gegen Mitte der Sendung war im Normalfall ein Interview mit einem prominenten Gast vorgesehen. Feste Elemente waren zudem die Auftritte der Band aus der Telefonzelle, eine meist eher unbekanntere Band, die die Werbepausen einleitete (in ähnlicher Form auch bei MTV Home als House-Band und bei neoParadise als Schrank-Band) und die Musik-Performance einer weiteren Band auf der Showbühne; letztere fand bis zur Mitte der siebten Staffel am Showende statt, danach in der Mitte der Sendung. Ab der achten Staffel variierte der Zeitpunkt der Bühnenband.
In den ersten vier Staffeln hatte Oma Violetta in jeder Sendung „Büdchen“-Dienst und war somit für die Begrüßung der Gäste und das Zurückbringen der Musiker in die Telefonzelle zuständig. Zu Beginn der 5. Staffel stieg sie aus und Joko und Klaas hatten wöchentlich abwechselnd „Büdchen“-Dienst. Dabei saß jede Woche jemand anderes am Fuß der Treppe, um Gäste zu empfangen. Ab der 6. Staffel übernahm Putzfrau Sabine die Rolle.
In den Staffeln eins bis sechs begann kurz nach Beginn jeder Sendung ein Countdown zu laufen, der eine Überraschung einleitete. Hierbei handelte es sich um Aktionen, die von dem Team der Sendung inszeniert wurden und von denen Joko und Klaas meist nichts wussten. Dieser sogenannte Countdown-Moment entfiel lediglich zweimal (Folge 4 der ersten Staffel und in Folge 7 der zweiten Staffel). Zu Beginn der Staffel sieben wurde der Countdown-Moment durch die „HalliGalli Halbzeitshow“ ersetzt, in der Personen aus dem Publikum zu einem Minispiel um 10.000 Euro antreten. Nach vier Ausgaben wurde die Halbzeitshow mit einer Gewinnerin eingestellt. Seitdem gab es keinen Unterbrecher mehr in der Sendung (Ausnahme bildeten Episode 100, in der es anlässlich des Jubiläums wieder einen Countdown-Moment gab, Ausgabe 107 zur Verleihung eines Goldenen Umbertos sowie Ausgabe 113, 120, 121 und neben weiteren Ausgabe 136).
Mit Beginn der achten Staffel wurde mit einem veränderten On-Air-Design gesendet. Besonders hervor stach dabei die unkonventionelle zentrale Platzierung des neuen Sendungslogos am unteren Bildrand, welches in ähnlicher Form eines Dreieckschildes nur noch die Initialen der Show beinhaltete. Im Studio selbst war aber durchgehend noch der klassische Schriftzug zu sehen. Zudem wurde erstmals das Bild-im-Bild-Prinzip angewandt, etwa um Reaktionen der betreffenden Personen auf einen Beitrag zu zeigen.

## Rubriken und Elemente der Sendung

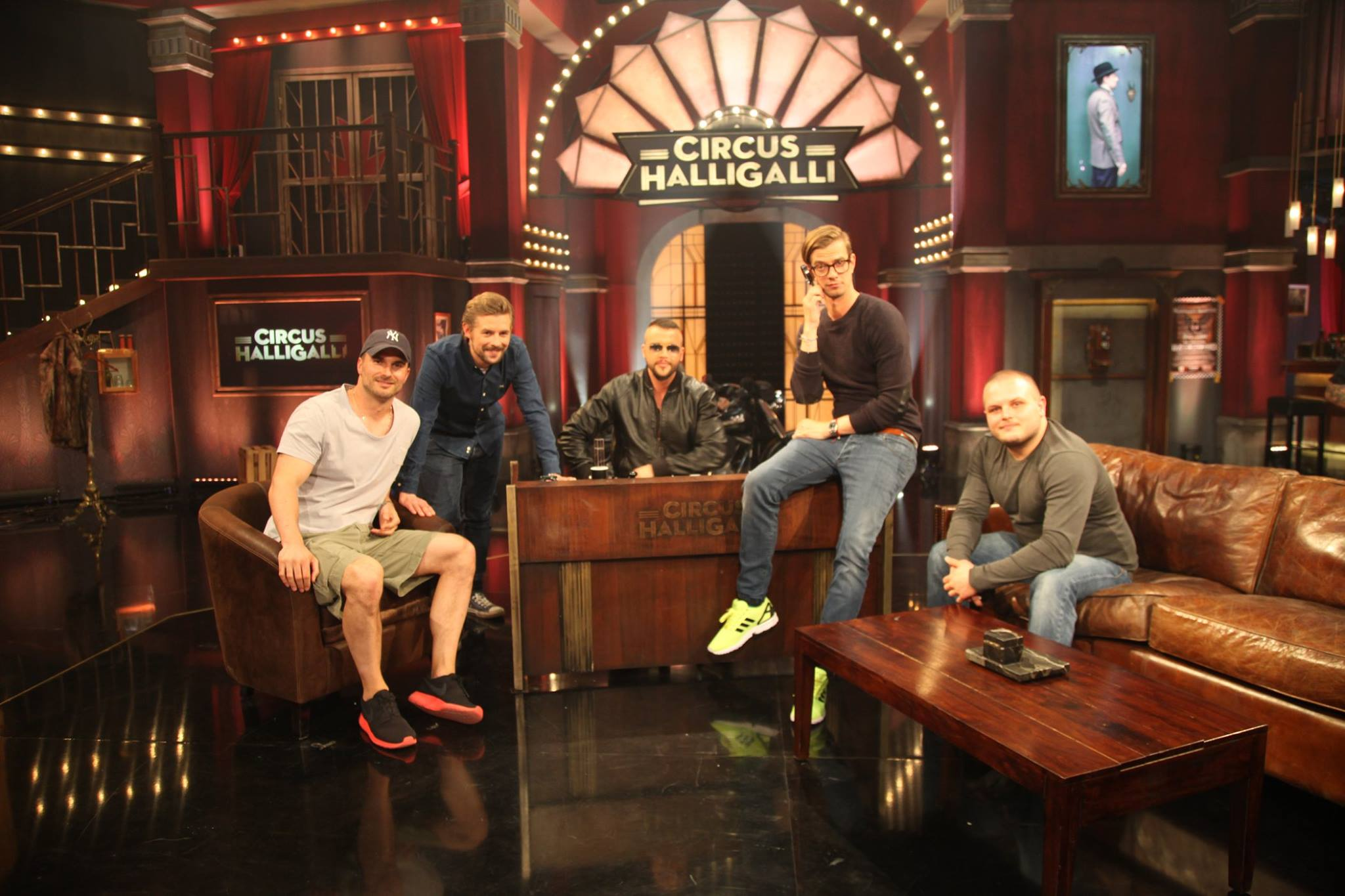
Elvir Omerbegovic, Klaas Heufer-Umlauf, Kollegah, Joko Winterscheidt und Alexander von Koenichstheyn im Studio von Circus HalliGalli

### Interviews
Wie bereits in den Vorgängerformaten wurden in jeder Sendung ein bis zwei prominente Gäste eingeladen, mit denen ein Interview geführt wurde. Im Normalfall interviewten Joko und Klaas den Gast auf der Couch. In unregelmäßiger Folge wurden auch Interviews in abweichenden Formen durchgeführt:
- Interview im Keller/In der Kiste: Einige Gäste wurden in einem fiktiven Keller interviewt. Diese Interviews wurden bereits vor der Show aufgezeichnet. Die Rubrik gab es in ähnlicher Form bereits bei MTV Home als Interview in der Kiste und bei neoParadise als Interview im Schrank.
- Das unnötig komplizierte Interview: Einige Gäste wurden in dieser Rubrik unter Bedingungen interviewt, die das Gespräch unnötig kompliziert machten. Dies konnte live im Studio geschehen oder als Einspieler gezeigt werden.
- Bitte ein Beat/Bitte ein Lied/Straight Outta HalliGalli: Joko und Klaas interviewten den Gast rappend bzw. singend auf wechselnden Beats von verschiedenen Musikstücken. Der Gast musste dazu in gleicher Manier antworten.
- Das unnötig abwechslungsreiche Interview: Joko und Klaas stellten den Gästen in wechselnden, vorgegebenen Emotionen Fragen, die diese in einer anderen, ebenfalls vorgegebenen Emotion beantworten mussten.
- Sabine does learning English: Putzfrau Sabine interviewte englischsprachige Prominente, obwohl sie der Sprache nicht mächtig ist.
- A serious man asks serious things: Evil Jared Hasselhoff versuchte sich als seriöser Interviewer, was jedoch stets damit endete, dass er sich übergab.
- Günther Jauch 2: In dieser Rubrik interviewte Oma Violetta einen Gast. Diese Rubrik gab es bereits bei neoParadise als Violetta will’s wissen.

### Unregelmäßig durchgeführte Aktionen
- Akte Rojinski: In dieser Rubrik musste Palina unangenehme Aufgaben erledigen, vorgeblich, um aus ihrem Vertrag aussteigen zu können. Diese Rubrik gab es in ähnlicher Form bereits bei MTV Home als 99 Dinge, die ein Mann in seinem Leben getan haben sollte.
- Aushalten: Hierbei ging es darum, Dinge möglichst lange auszuhalten. Wer das Geforderte nicht mehr ertrug, verlor. Diese Rubrik gab es bereits bei MTV Home unter dem gleichen Namen und bei neoParadise als Bis einer heult.
- Bei Anruf Udo: Hier tauschten Joko, Klaas und der Friseur Udo Walz (und in der Folgezeit weitere Prominente) ihre Mobiltelefone und riefen prominente Personen aus der Kontaktliste des Handys an. Ziel war es dabei, sich so lange wie möglich für den Besitzer des Handys auszugeben.
- Charles Schulzkowski: Olli Schulz versuchte als Charles Schulzkowski die Welt zu verbessern, indem er mit Personen „einen Lütten“ (Whisky) trinkt. Diese Rubrik gab es bereits bei neoParadise.
- Das Duell um die Geld: Bei dieser Quizshow wurden den Kandidaten Schätzfragen gestellt, die sie verdeckt beantworten mussten, danach wurden nach und nach weitere Hinweise enthüllt, wobei die Kandidaten pokerähnlich in jeder Runde Geld setzen oder aussteigen konnten. Als Kandidaten waren neben Joko und Klaas vier prominente Kandidaten dabei. Moderiert wurde das Quiz von Oliver Kalkofe, als Live-Kommentator war Micky Beisenherz dabei. Das Spiel wurde zweimal im Rahmen einer mehrstündigen Sondersendung von Circus HalliGalli veranstaltet, seit der dritten Folge wurde es als eigene Sendung im Anschluss an Circus Halligalli oder auf dessen Sendeplatz ausgestrahlt. Als Titelmusik diente das Lied Frontier Psychiatrist von The Avalanches. Im November 2024 startete eine dritte Staffel mit neuen Folgen in gewohnter Konstellation.[9] Die Kandidaten waren:
  - Bei Circus HalliGalli:
    - Folge 1 (12. Oktober 2015 auf ProSieben): Eva Padberg, Palina Rojinski, Michi Beck, Smudo (Sieger: Michi Beck)
    - Folge 2 (21. Dezember 2015 auf ProSieben): Sido, König Boris, Jeannine Michaelsen, Bosse (Siegerin: Jeannine Michaelsen)
- Dawn of the Gag: Palina präsentierte Joko und Klaas sowie einem Gast witzige Videos oder Live-Darbietungen, über die diese nicht lachen durften. Taten sie es doch, mussten sie einen Schnaps trinken.
- Dias you can explain: Zwei Teams beschrieben sich gegenseitig kuriose Bilder. Das andere Team musste jeweils erraten, ob dabei ein echtes Bild beschrieben wurde oder die Beschreibungen nur ausgedacht waren.
- Die Ja-Sager: Bei dieser Aktion bestand die Aufgabe darin, acht Stunden lang jede Frage, die einem gestellt wird, mit 'Ja' zu beantworten und die Aktionen daraufhin durchzuführen. Dies wurde auf dem Kölner Karneval und in Berlin gespielt.
- Goldener Umberto: Eine Auszeichnung, die für verschiedene Leistungen vergeben wurde, etwa fehlendes schauspielerisches Talent oder skurrile Auftritte.
  - Erstmals wurde mit diesem Preis der Fußballer Kevin Großkreutz für seine schwache schauspielerische Leistung in einem Werbespot ausgezeichnet. Als Großkreutz nicht auf mehrere Einladungen reagierte, fingen die beiden ihn vor dem letzten Champions-League-Gruppenspiel am Flughafen ab und überreichten ihm den Preis, nachdem es Joko nicht gelungen war, als Jürgen Klopp verkleidet das Trainingsgelände zu betreten.
  - Mitte 2014 wurden zwei weitere Goldene Umbertos verliehen. Preisträger waren Die Busfahrer mit ihrem Busfahrer-Song für Soziales Engagement und der Berliner U-Bahn-Ficker für Asoziales Engagement.
  - Am 15. Dezember 2014 wurde der Goldene Umberto in einer Sondersendung in den fünf Kategorien Comedy, Läuft bei dir, Goldener Schlauberto, Goldener Mummberto für verblüffende Ansichten und Goldener Umberto für das Lebenswerk vergeben. Preisträger waren (der Reihenfolge nach) Daniel Aminati, „I daut it-Typ“ Magnus Resch, Zuschauer Sebastian Koch, Money Boy und Die Kassierer.[10]
  - Auch in der 6. Staffel wurde Ende 2015 ein Goldener Umberto verliehen, diesmal für das Fürstenwalder Spaßbad „Schwapp“ wegen eines Werbevideos auf dessen Homepage.
  - In Ausgabe 107 vom 5. September 2016 erhielt ein Kandidat aus der Sendung Die beste Show der Welt (Show Hart aber Unfair aus Folge 2) einen Goldenen Umberto für „Korrektes Verhalten“, nachdem er in der Show innerhalb eines Spiels das Vertrauen seiner Kontrahentin missbrauchte, um einen Geldbetrag für sich allein zu erhalten.[11]
  - Im März 2017 erhielt außerdem das Team der Goldenen Kamera einen Goldenen Umberto zugeschickt. Die Verantwortlichen aus der Funke Mediengruppe hatten zuvor die Rückgabe einer erschlichenen Goldenen Kamera verlangt. Das HalliGalli-Team kam der Bitte nach, verschickte aber außerdem den Goldenen Umberto.[12]
- Goodnight Show: Dabei besuchte Joko meist eine WG tief spät in der Nacht, wobei ein Bewohner vier Aufgaben ausführen musste, während ein anderer Mitbewohner nicht aufwachen durfte.
- In Vino Veritas: In dieser Rubrik stellte Klaas Partygängern früh morgens politische Fragen. Diese Rubrik gab es bereits bei neoParadise.
- Mein bester Feind: In dieser Rubrik wurde die Freundschaft zwischen zwei Kandidaten auf die Probe gestellt. Der Kandidat, der sich bewarb, bekam einen Preis, wenn sein Freund eine Aufgabe löste, die ihn sehr viel Überwindung kostete. Daraus wurde ab dem 6. Dezember 2014 eine eigene Samstagabendshow.
- Oh(r) du Fröhliche: Joko und Klaas besuchten zusammen mit Matthias Schweighöfer einen Weihnachtsmarkt und stellten sich über einen Knopf im Ohr Aufgaben.
- Oliver Stark: Olli Schulz gab als Oliver Stark Tipps für ein besseres Leben.
- Pocahontas: Oma Violetta beantwortete als Pocahontas verkleidet Fragen von Kindern.
- Promille und Contra: Klaas veranstaltete mit angetrunkenen Jugendlichen eine Talkshow.
- Reise nach Vulgarien: Die Gäste standen zusammen mit Joko und Klaas im Kreis und mussten jeder eine Beleidigung ausrufen, die jeweils mit dem letzten Buchstaben der vorherigen Beleidigung begann. Wem keine mehr einfiel, der schied aus.
- Sabine does sings…: Putzfrau Sabine versuchte englischsprachige Lieder mitzusingen, die sie auf ihren Kopfhörern hörte, obwohl sie der Sprache nicht mächtig war. Das Lied musste dann erraten werden.
- Sleep ’n’ Greet: In dieser Rubrik besuchten Joko und ein Prominenter nachts eine schlafende Person, die von der Aktion vorher nichts wusste, und feierten anschließend mit ihr zusammen. Diese Rubrik gab es in ähnlicher Form bereits bei MTV Home unter dem Namen „Zuschauercribs“, mit der Abweichung, dass dort kein prominenter Gast beteiligt war.
- The Longest Day: Joko und Klaas planten für den jeweils anderen den „schlimmsten Tag ihres Lebens“. Wenn der Tag überstanden wurde, war die Aufgabe erfüllt und der Andere durfte den kommenden Longest Day planen.
- Wenn ich Du wäre: Joko und Klaas „tauschten“ ihre Persönlichkeiten und mussten abwechselnd all das machen, was der jeweils andere sagte. Ziel war, die Aufgabe so zu gestalten, dass der andere sich weigerte, sie auszuführen, was zur Niederlage führte. Eine Variante war das Spontan-Wenn-ich-Du-Wäre, in dem Joko oder Klaas den jeweils anderen mit einer Aufgabe überraschte. Diese Rubrik gab es bereits bei MTV Home unter dem gleichen Namen und bei neoParadise als Wenn ich Sie wäre.

## Zusammenfassung der einzelnen Folgen
| Nr. (ges) | Nr. (St.) | Erstausstrahlung | Gäste                              | Band aus der Telefonzelle | Musik-Performance                          | Sonstiges |
| --------- | --------- | ---------------- | ---------------------------------- | ------------------------- | ------------------------------------------ | --- |
| 1         | 1         | 25. Feb. 2013    | Helge Schneider                    | Cro                       | Sido                                       | Die Ja-Sager auf dem Kölner Karneval (Teil 1), Charles Schulzkowski: Zurück auf der Berlinale, Oliver Pocher bewirbt sich im Projekt-Chaos-Stil, Countdown-Moment: Thüringer Klöße, Cameo-Auftritt von Wolfgang Lippert                                                |
| 2         | 2         | 4. März 2013     | Anke Engelke und Bjarne Mädel      | MC Fitti                  | Biffy Clyro                                | Günther Jauch 2 mit Joey Heindle, Überzeugendes Feedback von der Straße, Die Ja-Sager (Teil 2), Rangeln!, Countdown-Moment: Willehad Eilers & Filo Doner |
| 3         | 3         | 11. März 2013    | Detlev Buck und Lena Meyer-Landrut | Die Kassierer             | Olly Murs                                  | Mein bester Feind: Hubschrauber-Bungee; Klaas, de traurische Freschkopp: Unlustige Büttenrede beim Düsseldorfer Karneval; Countdown-Moment: Nackt-Party mit Wölfi |
| 4         | 4         | 18. März 2013    | Dennis aus Hürth                   | Frontkick                 | Jake Bugg                                  | Das Community-Ding – Mit Olli Schulz auf die Reeperbahn, Nachäffen – Schlagfertigkeit für die Hosentasche, Beantwortung von Zuschauermails |
| 5         | 5         | 25. März 2013    | Jürgen von der Lippe               | Callejon                  | Ellie Goulding                             | Aushalten: Dinner on Ice, Dawn of the Gag mit Jürgen von der Lippe, Super-Gauck – für ein sauberes Internet, Interview im Keller: 50 Cent, Countdown-Moment: Holi Festival of Colours                                                                                  |
| 6         | 6         | 8. Apr. 2013     | Waldemar Hartmann                  | Russkaja                  | …And You Will Know Us by the Trail of Dead | Mein bester Feind: Tätowieren, Rangeln, News für Nordkorea, Countdown-Moment: Knoff-Hoff |
| 7         | 7         | 15. Apr. 2013    | Heinz Strunk                       | Tusq                      | OneRepublic                                | Aushalten: Am Pranger, Rangeln im Sat.1-Frühstücksfernsehen, Das unnötig komplizierte Interview mit Simon Gosejohann im Wellenbad, Countdown-Moment: Hochtirol |
| 8         | 8         | 22. Apr. 2013    | Olli Schulz                        | OK Kid                    | Imagine Dragons                            | Das Joko-Experiment: Dumm sein, Interview im Keller: Steve-O, Nacktrangeln von Joko und Steve-O, Rangel-Flashmob in München, Rangelsong, Günther Jauch 2 mit Georgina Fleur, Countdown-Moment: Mortadella-Dieb                                                         |
| 9         | 9         | 29. Apr. 2013    | H. P. Baxxter                      | Kotzreiz                  | Max Raabe                                  | Promille & Contra, HalliGallileo: Rangeln, Das unnötig komplizierte Interview mit H. P. Baxxter auf der anderen Seite des Studios, Oliver Stark – Step 98: Trage immer ein von dir selbst getötetes Tier in deiner Tasche, Pocahontas, Countdown-Moment: Massenrangeln |
| 10        | 10        | 6. Mai 2013      | Thomas Hayo                        | Heisskalt                 | Bosse                                      | Wenn ich Du wäre: Baumblütenfest, Oliver Stark – Step 13: Raubtier sein, Pocahontas, Countdown-Moment: SpongeBob |
| 11        | 11        | 13. Mai 2013     | Michael Kessler                    | Haftbefehl                | The Lumineers                              | Aushalten: Drehstuhl, Akte Rojinski: Palina sät Zwietracht, Oliver Stark – Step 101: Eine Hymne, Countdown-Moment: Karate |
| 12        | 12        | 27. Mai 2013     | Steven Gätjen                      | Kapelle Petra             | Phoenix                                    | Aushalten: Das perfekte Brummidinner, Das unnötig komplizierte Interview mit Oliver Kalkofe auf dem Tandem, Countdown-Moment: Tor von Violetta |
| 13        | 13        | 3. Juni 2013     | Sportfreunde Stiller               | Systemfehler              | Queens of the Stone Age                    | Wenn ich Du wäre: Mallorca, Oliver Stark – Step 101.2: Der musikalische Parasit, Countdown-Moment: Feuerwehr |
| 14        | 14        | 10. Juni 2013    | Jared Leto                         | Radio Havanna             | Beatsteaks The xx                          | Biathlon auf Mallorca, Das unnötig komplizierte Interview mit den Beatsteaks in der Waschstraße, Countdown-Moment: Crowdsurfing |

| Nr. (ges) | Nr. (St.) | Erstausstrahlung | Gäste | Band aus der Telefonzelle       | Musik-Performance          | Sonstiges |
| --------- | --------- | ---------------- | --- | ------------------------------- | -------------------------- | --- |
| 15        | 1         | 2. Sep. 2013     | Florian David Fitz | Die Apokalyptischen Reiter      | Bastille                   | Mein bester Feind: Rocknheim, Klaas Verwahrlost, Randparteien 2013: APPD, Countdown-Moment: Twerking |
| 16        | 2         | 9. Sep. 2013     | Moritz Bleibtreu | Kakkmaddafakka                  | John Newman                | The Longest Day (mit Ross Antony), Hausaufgabe, Randparteien 2013: Bergpartei, die „ÜberPartei“, Countdown-Moment: Teufelsmesse mit MC Fitti |
| 17        | 3         | 16. Sep. 2013    | Peer Steinbrück | De fofftig Penns                | Placebo                    | Wo ist Oma Violetta?, In Vino Veritas: BTW 2013 Edition, Unnötig kompliziertes Interview mit Die Ärzte im Festivalgraben, Countdown-Moment: Knight Rider, Randparteien 2013: Die Partei, Best of Hausaufgabe: Kuscheln |
| 18        | 4         | 23. Sep. 2013    | Ralf Richter | Guaia Guaia                     | Casper                     | Bei Anruf Udo, Akte Rojinski: Palina klaut, Countdown-Moment: Der 1000. Gag, Best of Hausaufgabe: In Kostümen wählen |
| 19        | 5         | 30. Sep. 2013    | Metallica | We Butter the Bread with Butter | Kings of Leon              | Spontan-„Wenn ich du wäre“: Joko als Nachrichtensprecher, Countdown-Moment: Helge Schneider singt, Best of Hausaufgabe: Verrückte Frisuren, Trailer: Das Duell um die Welt |
| 20        | 6         | 7. Okt. 2013     | Atze Schröder | Keule                           | Haim                       | Aushalten: Oktoberfest, Hausaufgaben-Auswertung: Tweef, Joko als Imitator, Das unnötig komplizierte Interview mit Atze Schröder und zeitversetzten Kopfhörern, Countdown-Moment: Der tanzende Tod, Trailer: Das Duell um die Welt |
| 21        | 7         | 14. Okt. 2013    | Matthias Schweighöfer | Uberkid                         | Thees Uhlmann              | Redaktions-Shutdown, Dawn of the Gag mit Matthias Schweighöfer, Best of Hausaufgabe: Großeltern imitieren Prominente |
| 22        | 8         | 21. Okt. 2013    | Johnny Knoxville | Weekend                         | Sportfreunde Stiller       | Violetta bei der Venus Erotikmesse, Das Duell um die Welt: Rückblick, Jokos und Ollis Buddytach, Das unnötig komplizierte Interview mit Johnny Knoxville und „Balls to the Nuts“, Best of Hausaufgabe: Bring Fremde zum Lachen |
| 23        | 9         | 28. Okt. 2013    | Jeannine Michaelsen & Elton | Die Wallerts                    | Aloe Blacc                 | Jokos Longest Day, Violettas neuer Track, Powerpoint-Karaoke mit Jeannine Michaelsen und Elton, Countdown Moment: Rhönrad, Best of Hausaufgabe: Esse die schärfste Chili, die du finden kannst und singe unseren Titelsong |
| 24        | 10        | 4. Nov. 2013     | Ina Müller | Alexander Marcus                | 30 Seconds to Mars         | Mein bester Feind: Grusel Special, Countdown Moment: „Du bist verhaftet wegen Sexy!“, Das unnötig komplizierte Interview – LIVE mit Ina Müller, In der Kiste: 30 Seconds To Mars |
| 25        | 11        | 11. Nov. 2013    | Michael Mittermeier | Irish Handcuffs                 | Fettes Brot                | Promille & Contra: 11.11, Fanfiktion mit Palina, Günther Jauch 2 mit Micaela Schäfer, Countdown Moment: 100.000 tote Fliegen, Kurzsichtig: TV-Serienquiz mit Violetta |
| 26        | 12        | 18. Nov. 2013    | Elyas M’Barek | Killerpilze                     | Arcade Fire                | Intro: Joko und Klaas singen Wrecking Ball, Buddytach im Winterzauber, Interview-Challenge: Elyas M’Barek anfassen, Der Spoiler, Countdown Moment: Mini Love-Parade, Das Duell um die Welt: Ausschnitt von Joko |
| 27        | 13        | 25. Nov. 2013    | Barbara Schöneberger | The Panjabys                    | Family of the Year         | Sleep ’n' Greet mit Sido, Vorschau: Duell um die Welt – China & Österreich, In Vino Veritas 2014, In der Kiste: Olivia Jones, Countdown Moment: Japanische Game-Show |
| 28        | 14        | 2. Dez. 2013     | Michael „Bully“ Herbig | Eskimo Callboy                  | Sido feat. Helge Schneider | Intro: Der Weltmeister ist da!, Das Promidinner – Ekel Special, Hardcore-Gamer über Xbox One und Playstation 4, Gamer-Witze, Interview: verrückte Fragen mit Bully, Countdown Moment: Tisch vs. Leiter |
| 29        | 15        | 9. Dez. 2013     | Niels Ruf | Mega! Mega!                     | Franz Ferdinand            | Mein bester Feind: Kunstflug, Zuschauerfragen: Teil II, Pocahontas, Unnötig kompliziertes Interview – LIVE, Countdown Moment: Nessun Dorma |
| 30        | 16        | 16. Dez. 2013    | Olaf Schubert | The Eclectic Moniker            | Max Herre                  | Oh(r) du Fröhliche: Knopf im Ohr auf dem Weihnachtsmarkt, Violetta vs. Machete, Pointen-Raten mit Fips Asmussen, Trailer: Der goldene Umberto, Countdown Moment: Der 2.000 Gag |
| 31        | 17        | 23. Dez. 2013    | Thomas D | Emma6                           | Marteria                   | Tag des Umberto, Kiss-Cam, Countdown-Moment: Weihnachtsschlägerei, Das Duell um die Welt: Ausschnitt |
| 32        | 18        | 30. Dez. 2013    | Fahri Yardım, Axel Stein und Moritz Bleibtreu, Jorge Gonzalez, Evil Jared, Arnim Teutoburg-Weiß und Torsten Scholz (Beatsteaks), Ross Antony, Micky Beisenherz | Die Kassierer                   | Alexander Marcus           | Diese Sendung hatte eine Bruttolänge von zwei Stunden und bildete unter dem Titel „Cirque d’HalliGalli“ eine Jahresabschlussfeier: Golden Moments – Das beste aus 50 Jahren HalliGalli, Getränkewürfeln, Porno Pantomime, Countdown-Moment: Time Freeze, Palina liest Hola Chicas!, Das Duell um die Welt: Golden Moments und Trailer, Interviews: Evil Jared an der Bar, Beatsteaks „vor dem Studio“, Sido am Pissoir, Fahri Yardım auf dem Dachboden |

| Nr. (ges) | Nr. (St.) | Erstausstrahlung | Gäste                                             | Band aus der Telefonzelle | Musik-Performance | Sonstiges |
| --------- | --------- | ---------------- | ------------------------------------------------- | ------------------------- | ----------------- | --- |
| 33        | 1         | 24. Feb. 2014    | Jared Leto                                        | ZSK                       | Arctic Monkeys    | Mein bester Feind: Apassionata, Fast zu Gast: Matthias Schweighöfer, Countdown-Moment: Rage Violetta |
| 34        | 2         | 3. März 2014     | James Blunt                                       | Bilderbuch                | Blood Red Shoes   | Die Oscar-Dankesrede von Jared Leto, Wenn Ich du wäre: Schlagzeug spielen beim 30 Seconds to Mars-Konzert, James Blunt singt BILD-Leserkommentare, Countdown-Moment: Riverdance, William Cohn als Ersatz für Oma Violetta   |
| 35        | 3         | 10. März 2014    | Lily Allen (war geplant)                          | Gerard MC                 | -                 | Aushalten: River Of Death, In der Kiste: Pharrell Williams, Putzdame Sabine als Interview-Ersatz für Lily Allen, Countdown-Moment: Violetta ist zurück                                                                      |
| 36        | 4         | 17. März 2014    | Kraftklub                                         | Psaiko.Dino               | Elbow             | Bei Anruf Udo, Klaas – Der Scheißhaus-Tester, Reise nach Vulgarien mit Kraftklub, Countdown-Moment: First Kiss mit Melanie Müller                                                                                           |
| 37        | 5         | 24. März 2014    | Judith Holofernes                                 | SDP                       | Maxïmo Park       | Akte Rojinski: Speed Dating im Flug der Dämonen, Interview-Challenge mit Judith Holofernes, Bericht von Grimme-Preis-Interview und Laudatio von Oliver Kalkofe, Countdown-Moment: Gravity                                   |
| 38        | 6         | 31. März 2014    | Marteria                                          | BÄMS!                     | Stromae           | Mein bester Feind Spezial/Wenn Ich du wäre: Sido-Konzert, In der Kiste: Aaron Paul, Straight Outta HalliGalli: Rap-Battle mit Marteria, Countdown-Moment: Hot Button Runde mit Jürgen Milski                                |
| 39        | 7         | 7. Apr. 2014     | Bela B                                            | Bass Sultan Hengzt        | Broilers          | Mein bester Feind: Circus HalliGalli moderieren, Bei Anruf Udo, A serious man asks serious things mit Melanie Müller, Countdown-Moment: Lego                                                                                |
| 40        | 8         | 14. Apr. 2014    | Jan Delay                                         | I Heart Sharks            | Jan Delay         | Jeff moderiert Circus HalliGalli, Aushalten: Nicht lachen (Teil 1), Bitte ein Beat mit Jan Delay, Countdown-Moment: Joko Diss mit Eko Fresh, Frauenarzt, Manny Marc und Bass Sultan Hengzt                                  |
| 41        | 9         | 28. Apr. 2014    | Kermit & Miss Piggy, Melissa Khalaj               | Benzin                    | Lykke Li          | Wenn ich du wäre: Joko-Interview bei Joiz Germany, A serious man asks serious things mit Money Boy, Countdown-Moment: Demonstration                                                                                         |
| 42        | 10        | 5. Mai 2014      | Marius Müller-Westernhagen                        | Go Go Berlin              | The Black Keys    | Aushalten: Nicht lachen (Teil 2), Das unnötig komplizierte Interview mit Seth Rogen und Zac Efron im Fahrstuhl, Countdown-Moment: Kissenschlacht                                                                            |
| 43        | 11        | 12. Mai 2014     | Bosse und Casper                                  | Kill Her First            | Sam Smith         | Der größte Streich der Fernsehgeschichte im Borussia-Park, Countdown-Moment: Gewitter |
| 44        | 12        | 19. Mai 2014     | Jürgen Vogel                                      | Afrob                     | Robyn & Röyksopp  | Mein bester Feind: Gondelsturz, Das unnötig komplizierte Interview mit Mickie Krause, Oma Violetta muss mal, Countdown-Moment: Der 3000. Gag                                                                                |
| 45        | 13        | 26. Mai 2014     | Kollegah                                          | Susanne Blech             | Mighty Oaks       | Sleep & Greet mit Cro, Internettrends am Beispiel Furz, Countdown Moment: Biker Gang, Bitte ein Beat mit Kollegah |
| 46        | 14        | 2. Juni 2014     | Palina Rojinski, Axel Prahl und Heiner Lauterbach | Junior                    | Cro Kraftklub     | Joko und Klaas spielen der Redaktion Streiche, A serious man asks serious things mit Jorge Gonzalez, Das unnötig abwechslungsreiche Interview mit Axel Prahl und Heiner Lauterbach, In Schwarz enttarnen sich als Kraftklub |

| Nr. (ges) | Nr. (St.) | Erstausstrahlung | Gäste                                                                       | Band aus der Telefonzelle     | Musik-Performance          | Sonstiges |
| --------- | --------- | ---------------- | --------------------------------------------------------------------------- | ----------------------------- | -------------------------- | --- |
| 47        | 1         | 8. Sep. 2014     | Captain Crazy, Sexy Rexy und Bastian Pastewka                               | 257ers                        | Beatsteaks                 | Rückblick: Das Beste aus 'Duell um die Welt', Captain Crazy und Sexy Rexy entdecken Deutschland, Sabine does Learning English mit Cameron Diaz und Jason Segel, Countdown-Moment: Mini Klaas, Das unnötig abwechslungsreiche Interview mit Bastian Pastewka |
| 48        | 2         | 15. Sep. 2014    | Lenny Kravitz                                                               | Terrorgruppe                  | Hozier                     | Aushalten: Das große Fressen, Goldener Umberto für soziales Engagement: Die Busfahrer, Old Eyes On: Violetta beschreibt Lenny Kravitz, Countdown-Moment: Don’t Stop The Party |
| 49        | 3         | 22. Sep. 2014    | Elyas M’Barek und Wotan Wilke Möhring                                       | TWIN.TV                       | Kraftklub                  | Die Ja-Sager 2, Coundown-Moment: Die Busfahrer, Spezial Countdown-Moment: Happy Birthday Klaas, Das kulinarische Quartett |
| 50        | 4         | 29. Sep. 2014    | Zach Braff                                                                  | Alexander Marcus              | Clueso                     | Bei Anruf Udo, ProSieben Short Newstime, Auf den Spuren des U-Bahn-Fickers, Countdown-Moment: Tortengewitter |
| 51        | 5         | 6. Okt. 2014     | Tokio Hotel                                                                 | Neonschwarz                   | Tokio Hotel                | U-Bahn-Ficker-Song mit Eko Fresh, Skypen mit Zach Braff, Interview im Keller mit Denzel Washington, Reise nach Vulgarien mit Tokio Hotel, Countdown-Moment: Zugvögel |
| 52        | 6         | 13. Okt. 2014    | Farin Urlaub                                                                | Schmutzki                     | Future Islands             | Bei Anruf Udo, Interview im Hof mit Will Arnett und Megan Fox, U-Bahn-Ficker Exklusiv – Das Interview und Verleihung des Goldenen Umbertos, Countdown-Moment: Hochzeit, Evil Jared liest des Grafens Abschiedsbrief, Bonus-Countdown: Der letzte Vogel |
| 53        | 7         | 20. Okt. 2014    | Florian David Fitz                                                          | The Dead Lovers               | Milky Chance               | Vorschau: Das Duell um die Welt, Lachfischen und Schämen: Wer ist witziger?, Hasskommentare der Unheilig-Fans gesungen von Sasha, Countdown-Moment: Blutbad mit Lordi, Wer war das? mit Florian David Fitz |
| 54        | 8         | 27. Okt. 2014    | Die Fantastischen Vier                                                      | Chima                         | Kasabian                   | Blind und Taub beim Comedypreis, Straight Outta HalliGalli – Bitte ein Beat mit den Fantastischen Vier, Countdown-Moment: Kontrolleure |
| 55        | 9         | 3. Nov. 2014     | David Guetta                                                                | Once Upon A Time              | Marius Müller-Westernhagen | Sleep & Greet mit Marteria, Countdown-Moment: Fragestunde, Sabine Does Sings Guetta, Akte Rojinski: 'Reverse In Vino Veritas', Hausaufgabe: Macht einen Real Life Countdown-Moment |
| 56        | 10        | 10. Nov. 2014    | Tim Mälzer                                                                  | Discodogs                     | Kiesza                     | The Taste mit Tim Mälzer, Mein bester Feind, Sabine does Learning English mit Jim Carrey und Jeff Daniels, Gäste beleidigen live: Heinz Strunk über Tim Mälzer, Countdown-Moment: Stimmenverzerrer |
| 57        | 11        | 17. Nov. 2014    | Jason Segel                                                                 | Down to Date                  | Angus & Julia Stone        | Vorschau: Das Duell um die Welt, Flugzeug-Prank, Countdown-Moment: Bloody Mary, Das unnötig abwechslungsreiche Interview mit Jason Segel |
| 58        | 12        | 24. Nov. 2014    | Sasha                                                                       | Snøffeltøffs                  | Alligatoah                 | Bei Anruf Udo mit H. P. Baxxter, Bitte ein Lied mit Sasha, Countdown-Moment: Winter is coming |
| 59        | 13        | 1. Dez. 2014     | Haftbefehl                                                                  | Talco                         | The Smashing Pumpkins      | Aushalten: Wetten, dass..?, Vorschau: Mein bester Feind – Die Show, Countdown-Moment: Kinder fragen – Haftbefehl antwortet |
| 60        | 14        | 8. Dez. 2014     | Herbert Grönemeyer                                                          | Zugezogen Maskulin            | AnnenMayKantereit          | Oh(r) du Fröhliche: Auf dem Weihnachtsmarkt mit Matthias Schweighöfer, Countdown-Moment: Der 1000. Gästegag, Quiz: Ist das ein Text von Herbert Grönemeyer oder denken wir uns das gerade aus? |
| 61        | 15        | 15. Dez. 2014    | David Garrett, Alexandra Maurer, Patrick Owomoyela, Jared Hasselhoff, u. a. | Kapelle Petra                 | Die Kassierer              | Verleihung des Goldenen Umberto 2014: * Goldener Umberto für Comedy an Daniel Aminati (Laudatio: Oliver Kalkofe) * Goldener #beimirläufts Umberto an den „I daut it“-Guy (Laudatio: Niels Ruf) * Goldener Schlauberto an den mündigen Circus HalliGalli-Zuschauer, stellvertretend Sebastian Koch (Laudatio: Wolfgang Bahro) * Goldener Mummberto für verblüffende Ansichten an Money Boy (Laudatio: Joko und Klaas) * Goldener Umberto fürs Lebenswerk an Die Kassierer (Laudatio: Ulrich Meyer, Gratulation per Videobotschaft: James Blunt)          |
| 62        | 16        | 22. Dez. 2014    | Matthias Schweighöfer, Olli Dittrich                                        | Antilopen Gang, Please Madame | Scooter                    | Zweistündige Jahresabschlusssendung: Quiz Bizarr: Jahresrückblick-Quiz in Saw-Kulisse, Live-Challenge: Spitznamen geben, Sabine does sings the Hits of 2014, „Das große Man kennt das: Schwester oder Bruder haben für einen die Geschenke mit besorgt und man selber erfährt erst beim Auspacken, was es ist und muss sich nun, um nicht dumm dazustehen, eine zum Geschenk passende Geschichte spontan ausdenken Spiel“, Countdown-Moment: Weihnachtsschlägerei, Das unnötig abwechslungsreiche Interview mit Matthias Schweighöfer und Olli Dittrich |

| Nr. (ges) | Nr. (St.) | Erstausstrahlung | Gäste                                 | Band aus der Telefonzelle | Musik-Performance   | Sonstiges |
| --------- | --------- | ---------------- | ------------------------------------- | ------------------------- | ------------------- | --- |
| 63        | 1         | 23. Feb. 2015    | Olli Schulz                           | Atlas Losing Grip         | Deichkind           | Aushalten: Nicht lachen, Die große HalliGalli-Pressekonferenz, Countdown-Moment: Stinkbombe |
| 64        | 2         | 2. März 2015     | Karoline Herfurth, Palina Rojinski    | Nessi                     | Imagine Dragons     | Bei Anruf Udo ohne Klaas mit Elyas M’Barek, Shitstorm-Roulette, Countdown-Moment: Violetta als E.T., Interview im Keller: Hugh Jackman |
| 65        | 3         | 9. März 2015     | Steven Gätjen                         | MC Rene & Carl Crinx      | James Bay           | Vorspann: Sami Slimani übernimmt Circus Halligalli, Zuschauerin Rachel als Violetta-Ersatz, Aushalten: Nicht lachen, Shitstorm-Generator, Interview im Keller: Bob Odenkirk, Honig im Arm, Countdown-Moment: Verfolgungsjagd |
| 66        | 4         | 16. März 2015    | Matthias Schweighöfer                 | Otto Normal               | Donots              | Walter Freiwald im Intro und als Violetta-Ersatz, Soko around the world, Countdown-Moment: Boxcoaching mit Ulli Wegner und Karsten Röwer, Leute erschrecken im Madame Tussauds, Fake-Castings mit Matthias Schweighöfer, Special-Guests am Schlagzeug: Bela B., Vom Ritchie und Flo Weber                                                                                     |
| 67        | 5         | 23. März 2015    | Barbara Schöneberger                  | RDGLDGRN                  | Die Orsons          | Büdchen-Dienst: Soko als Violetta-Ersatz, Sabine does learns Joko (inkl. Wenn ich du wäre und Porno-Ping-Pong), Countdown-Moment: Frühlingserwachen, Dias You Can Explain |
| 68        | 6         | 30. März 2015    | Anke Engelke                          | Marathonmann              | Sam Smith           | 2-stündige Spezial-Ausgabe. TV-total-Intro, Büdchen-Dienst: Marie Curry, Bei Anruf Udo mit Sido, Song: „Joko, stay with me“, Show-Vorschau: Joko&Soko – Ich bin Soko(misch), Countdown-Moment: HalligalliVille, Das unnötig abwechslungsreiche Interview mit Anke Engelke, Aushalten: Kiste, Interview im Hof mit Sam Smith, Rap-Tabu mit Ali As, MC Rene, Maeckes und Fatoni |
| 69        | 7         | 13. Apr. 2015    | Sido, Fahri Yardım, Tedros Teclebrhan | The Prosecution           | Years & Years       | Intro: S-Presso. Geschmack ist Strumpf., Büdchen-Dienst: Opa Violetta, Countdown-Moment: Jagdsaison, Breaking Bernd, Sabine does raps,Bitch! |
| 70        | 8         | 20. Apr. 2015    | Jürgen von der Lippe                  | Swiss und Die Andern      | Blur                | Intro: HalliGalli lohnt sich, Büdchen-Dienst: Kloppo, Akte Rojinski: Nicht fragen beim Echo (Teil 1), Countdown-Moment: Klebebande, Bei Einlass Udo, Spiel: Wer war das? |
| 71        | 9         | 27. Apr. 2015    | Jan Delay                             | Helmut Zerlett            | Tove Lo             | Büdchen-Dienst: Helmut Zerlett, Akte Rojinski: Nicht fragen beim Echo (Teil 2), The Sokomentary, Countdown-Moment: Marathon, Das unnötig komplizierte Interview mit Jan Delay und dem Idiomat 3000 |
| 72        | 10        | 4. Mai 2015      | Thomas Hayo                           | Tubbe                     | Tocotronic          | Büdchen-Dienst: Anonymer Star, Sleep & Greet mit K.I.Z, Das-Matthias-Reim-Jubiläumsbox-Quiz, Countdown-Moment: Slowmotion Dudes |
| 73        | 11        | 11. Mai 2015     | Clueso                                | Smile and Burn            | K.I.Z               | Büdchen-Dienst: Glückliche Familie, Mein bester Feind: Senioren-Special, Die noch viel limitiertere Matthias-Reim-Jubiläumsbox aus Stahl, Countdown-Moment: Murmeltiertag, Bitte ein Lied mit Clueso |
| 74        | 12        | 18. Mai 2015     | Lena Meyer-Landrut                    | Space Chaser              | Genetikk            | Red-Nose-Day-Special: Spenden für Lacher, Büdchen-Dienst: Hot-Dog-Wettesser, Aushalten: Leise sein, Das unnötig komplizierte Interview mit Kraftklub, Countdown-Moment: Violetta ist zurück |
| 75        | 13        | 1. Juni 2015     | Wladimir Klitschko, Samuel L. Jackson | Alvaro Soler              | Of Monsters and Men | Wetten, dass..?-Intro, Büdchen-Dienst: NOX The Robot, CircusHalliGalli bei Nacht (Show in der Show): Live aus Klaas’ Hotelzimmer mit Evil Jared (Büdchen-Dienst), Cro (Gast) und Eat Lipstick (Band aus dem Schrank) incl. Bitte ein Beat, Countdown-Moment und Wenn ich du wäre, ClinkMaxx Ultron S                                                                          |

| Nr. (ges) | Nr. (St.) | Erstausstrahlung | Gäste                            | Band aus der Telefonzelle | Musik-Performance      | Sonstiges |
| --------- | --------- | ---------------- | -------------------------------- | ------------------------- | ---------------------- | --- |
| 76        | 1         | 14. Sep. 2015    | Elyas M’Barek, Karoline Herfurth | Romano                    | Cro                    | Intro: C.H.G., Aushalten: Nicht lachen – Tag-Team-Edition mit Matthias Schweighöfer und H. P. Baxxter, Sabine does Movies: Fack ju Göhte 2, Spiel: Moneyboy-Dingsda, Countdown-Moment: The Heist |
| 77        | 2         | 21. Sep. 2015    | Fettes Brot                      | Namika                    | MS MR                  | Wenn ich Sido wäre (Sido übernimmt die Regie), Spontan Wenn ich Du wäre: Rojinski Edition (Live-Auftritt im Sat.1-Frühstücksfernsehen), Vorschau: Joko gegen Klaas – Das Duell um die Welt, Countdown-Moment: Zwangsversteigerung |
| 78        | 3         | 28. Sep. 2015    | Rea Garvey                       | Ironic Bastards           | Editors                | Intro: Weltmeister, Aushalten: Nicht lachen – Tag-Team-Edition mit Matthias Schweighöfer und H. P. Baxxter (Teil 2), Straßenumfrage zu FIFA 16, Show-Idee: Das Duell um die Welt – Kids, Bitte ein Lied mit Rea Garvey, Countdown-Moment: Pferderennen |
| 79        | 4         | 5. Okt. 2015     | Max Giermann                     | I Am Jerry                | Chvrches               | Aushalten: Nicht lachen – Tag-Team-Edition mit Matthias Schweighöfer und H. P. Baxxter (Teil 3), Countdown-Moment: Kanonen, Goldener Umberto für den Imagefilm des Spaßbades „Schwapp“, Dias You Can Explain |
| 80        | 5         | 12. Okt. 2015    | Michi Beck, Smudo                | Chefboss                  | –                      | Verlängerte Spezialausgabe: Überraschungstag: Campingausflug, Wiederholung des Goldenen-Umberto-Aufrufes für „Schwapp“; Das Duell um die Geld: Spielshow mit den Kandidaten Eva Padberg, Palina Rojinski, Michi Beck und Smudo |
| 81        | 6         | 19. Okt. 2015    | Ina Müller                       | Who Killed Bruce Lee      | Bilderbuch             | Zurück in die Zukunft, Rückblick zu Schwapp, Remake des Schwapp-Films „Das Event“ mit Jürgen Vogel, Karoline Herfurth, Kostja Ullmann, Paula Hartmann, Meret Becker, Regie: Matthias Schweighöfer, Musik: Mark Forster; Aufruf: Umberto-Übergabe beim CHG-Badetag, Countdown-Moment: Mini Halligalli im Wunderland, Zuschauerfragen |
| 82        | 7         | 26. Okt. 2015    | Antoine Monot, Jr.               | Eat Lipstick              | Sido & Andreas Bourani | Box of Shame: Silbermond, Interview im Keller: Justin Bieber, Sing Or Die Tryin: Antoine Monot Jr. mit Ti Amo, Countdown-Moment: Hier könnte ihre Werbung stehen, Trailer: Das Duell um die Welt und CHG-Badetag |
| 83        | 8         | 2. Nov. 2015     | Charlotte Roche                  | Afterpartees              | Frank Turner           | Live-Kommentar von Sarazar (Let’s Play CHG), Nicht-Weltmeister-Intro: Schande, red! Joko und Mini-Klaas beim Comedypreis, Countdown-Moment: Der 4000. Gag, Jokos Dokumentarfilm über Klaas, Spiel: Ist das noch Literatur? |
| 84        | 9         | 16. Nov. 2015    | -                                | Taina                     | 5 Seconds of Summer    | Special zur Verleihung des Goldenen Umberto für den besten Imagefilm des Jahres beim großen Circus Halligalli-Badetag im Schwapp-Spaßbad, Interview im Keller: Jennifer Lawrence, Liam Hemsworth und Josh Hutcherson, Countdown-Moment: Tribute von Halligalli |
| 85        | 10        | 23. Nov. 2015    | Christoph Maria Herbst           | Husky                     | Bring Me the Horizon   | Intro: Undertaker-Jubiläum, Joko macht Breakdance, Bei Anruf Udo mit Reiner Calmund, Countdown-Moment: Halligallino, Promo-Tortour |
| 86        | 11        | 30. Nov. 2015    | Andreas Bourani                  | Grossstadtgeflüster       | Alligatoah             | Joko & Klaas bei der Paartherapie, Das unnötig komplizierte Interview mit Frederick Lau und Friedrich Mücke auf der Straße, Real-Life-Countdown-Moment: Kunst, Bitte ein Lied mit Andreas Bourani |
| 87        | 12        | 7. Dez. 2015     | Helge Schneider                  | T. der Bär                | Alessia Cara           | Intro: One-Shot-Show, Countdown-Moment: Wackelkontakt, Oh(r) du Fröhliche mit Matthias Schweighöfer, Spiel: Ist das ein Titel von Helge Schneider oder denken wir uns das gerade aus? |
| 88        | 13        | 14. Dez. 2015    | Olli Dittrich, Palina Rojinski   | Knallfrosch Elektro, Razz | Terrorgruppe           | Zweistündiges Weihnachtsspecial. Intro: #Heimkommen, Weltmeisterauftritt: Firestarter, Aushalten: Marktforschung, Interview mit R2-D2, Das große Sie haben aufgrund von Zeitmangel nur noch scheiss Geschenke für die lieben Kleinen kaufen können und müssen das jetzt rechtfertigen Spiel, Sabine Does Sings The Hits of 2015, Das unnötig komplizierte Interview beim Race of Champions mit Sebastian Vettel, Nico Hülkenberg und David Coulthard, Countdown-Moment: Weihnachtsschlägerei |
|           | 14        | 21. Dez. 2015    | –                                | –                         | –                      | Verlängerte Sonderausgabe: Das Duell um die Geld mit den Kandidaten Sido, König Boris, Jeannine Michaelsen und Axel Bosse |
|           | 15        | 28. Dez. 2015    | -                                | -                         | -                      | Dreistündige Sondersendung Best of Circus Halligalli mit den Highlights aus drei Jahren |

| Nr. (ges) | Nr. (St.) | Erstausstrahlung | Gäste                                     | Band aus der Telefonzelle                                                       | Musik-Performance       | Sonstiges |
| --------- | --------- | ---------------- | ----------------------------------------- | ------------------------------------------------------------------------------- | ----------------------- | --- |
| 89        | 1         | 1. Feb. 2016     | Jack Black                                | Laas Unltd.                                                                     | Turbostaat              | Intro: Halligalli total, Der 360°-Comedian in London, Halligalli Halbzeitshow, Interview im Keller: Quentin Tarantino, Sabine Does Sings Rock (Im Anschluss folgte die dritte Folge von Das Duell um die Geld). |
| 90        | 2         | 8. Feb. 2016     | Will Ferrell, Kristen Wiig                | Tüsn                                                                            | X Ambassadors           | Bei Anruf Udo mit Olli Schulz, Das unnötig komplizierte Interview: Ein-Mann-Stille-Post – Sabine interviewt Ryan Reynolds, Halligalli Halbzeitshow |
| 91        | 3         | 15. Feb. 2016    | Nora Tschirner                            | Ali As                                                                          | Bosse                   | Goodnight Show, Interview im Keller: Ben Stiller und Owen Wilson, Halligalli Halbzeitshow, Interview mit Nora Tschirner und dem Idiomat 3000, Kurzbesuch von Sido |
| 92        | 4         | 22. Feb. 2016    | Matthias Schweighöfer, Florian David Fitz | Blackout Problems                                                               | Jack Garratt            | Joko und Klaas als Tatort-Kommissare, Klaas’ Mitarbeiterportraits: Redakteur Patrick, Palina sät Zwietracht auf der Berlinale, Promo-Tortour |
| 93        | 5         | 29. Feb. 2016    | Michi Beck                                | Madeline Juno                                                                   | Bloc Party              | Büdchen-Dienst: Faultier Flash, Vorschau: Interview von Klaas bei Sport1, Mysterium Hater-Kommentar und Halligalli Hate-Post-Service, Bei Anruf Udo mit Olli Schulz (Teil 2), Aufruf für die Verleihung Der goldenen Sabine für formidable Englischkenntnisse an Heiko, Spiel: Das große Kevin & Manuel-Reime-raten |
| 94        | 6         | 7. März 2016     | Sacha Baron Cohen                         | Kevin und Manuel                                                                | Aurora                  | Das Wolfsburg-Epos inkl. Spontan-Wenn ich du wäre im Doppelpass, Anti-Wahlwerbespot zur AfD |
| 95        | 7         | 14. März 2016    | Macklemore & Ryan Lewis                   | Matze Rossi                                                                     | Macklemore & Ryan Lewis | Intro: Geist, Goodnight Show, Klaas’ Mitarbeiterportraits: Tonmann Frank Sump, Verleihung der goldenen Sabine und Interview mit Heiko |
| 96        | 8         | 21. März 2016    | Michael Michalsky                         | Vertikal                                                                        | AnnenMayKantereit       | Eine unbequeme Wahrheit mit Evil Jared, Face/Swap, Das unnötig komplizierte Interview: Ein-Mann-Stille-Post – Sabine interviewt Jack Black, Straßenumfrage zum neuen iPhone SE |
| 97        | 9         | 4. Apr. 2016     | Olaf Schubert                             | Nisse                                                                           | Børns                   | Circus Halligalli-Redaktion beim Humorseminar, Ein Lachen für Joko: Aufruf, Dias you can explain |
| 98        | 10        | 11. Apr. 2016    | Silbermond                                | Milliarden                                                                      | Dua Lipa                | Stand-Up von der Straße, Joko & Klaas als Superhelden, Akte Rojinski: Gag-Reporter beim Echo 2016, Bitte ein Lied mit Silbermond |
| 99        | 11        | 18. Apr. 2016    | Lena Gercke                               | Killerpilze                                                                     | Royal Republic          | Goodnight Show, Das total verrückte Fan Art-Rätsel, Das unnötig komplizierte Interview mit Ashton Kutcher und Danny Masterson im Paternoster |
| 100       | 12        | 25. Apr. 2016    | Nico Rosberg                              | KMPFSPRT                                                                        | The Lumineers           | Intro: Die 100. Sendung, Aushalten: Nicht lachen – Worst of, Time Life Music: Satire-Hits für die nächsten 5 Jahre, Countdown-Moment: Glückwunsch zur 100. Sendung, Grußbotschaften von Freunden, Ständchen von der Redaktion, Vorschau: Die beste Show der Welt                                                    |
| 101       | 13        | 2. Mai 2016      | Johann König, Olli Schulz                 | LGoony & Crack Ignaz                                                            | Wolfmother              | Intro: Hardcore Joko, Aushalten: Nicht lachen – Tag-Team-Edition mit Matthias Schweighöfer und Olli Schulz, Eine unbequeme Wahrheit mit Evil Jared, Spiel: Pointen-Raten |
| 102       | 14        | 9. Mai 2016      | Axel Prahl                                | Lax Diamond                                                                     | Tom Odell               | Aushalten: Nicht lachen – Tag-Team-Edition mit Matthias Schweighöfer, Olli Schulz und Nora Tschirner (Teil 2), Ein Lachen für Joko: Zuschauerantworten, Klaas’ Mitarbeiterportraits: Produktionsleiter Torsten Dunkel, Spiel: Google-Duell. (Im Anschluss folgte die vierte Folge von Das Duell um die Geld).       |
| 103       | 15        | 23. Mai 2016     | Micky Beisenherz, Oliver Polak            | Jupiter Jones                                                                   | Udo Lindenberg          | Housesitting, HalliGalli History, #Corneliusfake, Spiel: Boulevardissimo (nur online) |
| 104       | 16        | 30. Mai 2016     | Otto Waalkes                              | Beginner                                                                        | The Strumbellas         | Verlängerte Spezialausgabe zum Red Nose Day: Otto-Intro, Aushalten: Nicht lachen – Tag-Team-Edition mit Matthias Schweighöfer, Olli Schulz und Nora Tschirner (Teil 3), Red Nose Bär auf Spendenjagd, Bei Anruf Udo live im Studio                                                                                  |
| 105       | 17        | 6. Juni 2016     | Red Hot Chili Peppers                     | While She Sleeps, Walking on Cars, Karate Andi, Killswitch Engage, Billy Talent | Biffy Clyro             | Verlängerte Spezialausgabe vom Rock am Ring: The Roadtrip (Intro), Goodnight Show mit Milliarden, Sabine does want Chris Norman inkl. Spontan-Wenn-ich-du-wäre, Lipsync zu Cheap Thrills (Im Anschluss folgte die fünfte Folge von Das Duell um die Geld).                                                          |

| Nr. (ges) | Nr. (St.) | Erstausstrahlung | Gäste                                              | Band aus der Telefonzelle | Musik-Performance     | Sonstiges |
| --------- | --------- | ---------------- | -------------------------------------------------- | ------------------------- | --------------------- | --- |
| 106       | 1         | 29. Aug. 2016    | –                                                  | Von Wegen Lisbeth         | Beginner              | Live-Sendung: Jokos Sommer auf Ibiza, Der schlechteste neue Anfang aller Zeiten, Wette um Klaas’ Bart, Teleshopping: Der Große Satire Sommer 2016, Werbeunterbrechung mit Produktvorstellung durch Joko & Klaas (Im Anschluss folgte die sechste Folge von Das Duell um die Geld). |
| 107       | 2         | 5. Sep. 2016     | –                                                  | Grizzly                   | Biffy Clyro           | Intro: Klaas’ Bart, Sabine does meets Chris Norman, Zapping: Klaas bei VIVA live!, Gurkis gigantischer Geschenkkorb-Gate, Countdown-Moment: Verleihung des Goldenen Umberto an einen Kandidaten der Besten Show der Welt |
| 108       | 3         | 12. Sep. 2016    | Karoline Herfurth, Nora Tschirner, Friedrich Mücke | Tiavo                     | Bastille              | Auftritt: Joko tanzt, #MakeWinterscheidtSmallAgain: Klaas’ Feuerrache, Das schnellste Interview der Welt mit Fatih Akin, Spiel: Google-Duell |
| 109       | 4         | 19. Sep. 2016    | Ryan Tedder                                        | Famp                      | Jimmy Eat World       | In Vino Veritas mit Palina zur Wahl in Berlin, Duke der Bürgermeisterhund, #MakeWinterscheidtSmallAgain: Jokos unprivater Tag, Sicherheitscheck, Ryan Tedder’s Schnupperkurs of Pop, Das unnötig komplizierte Interview mit Palina und Elton beim Blind Walking |
| 110       | 5         | 26. Sep. 2016    | Anke Engelke, Christian Tramitz                    | Livki                     | Milliarden            | Der Goldene Umberto-Jury, Goodnight Show mit Haftbefehl und Xatar, Joko und Klaas präsentieren Reklame, Society-Experten über Brangelinas Trennung, Udo Vice Bescheid: Cloud Rap, Promo-Tortour |
| 111       | 6         | 10. Okt. 2016    | Robbie Williams                                    | Muncie Girls              | Robbie Williams       | Der Goldene Umberto-Jury, Verleihung des Goldenen Bravebertos, Klaas: Jung, cool und frisch, Das schnellste Interview der Welt mit Cro, Sabine Does Sings Robbie Williams |
| 112       | 7         | 17. Okt. 2016    | Tim Wiese                                          | Lil Kleine & Ronnie Flex  | Kings of Leon         | Der Goldene Umberto-Jury, Interview im Keller: Justin Timberlake und Anna Kendrick, Trend: Ditting, Reklame: Lil' Klaas & Joko Flex – Stift und Block, Housesitting |
| 113       | 8         | 24. Okt. 2016    | Matthias Schweighöfer                              | Paisley                   | Clueso                | Der Goldene Umberto-Jury, Dürften wir?, Interview im Keller mit Renée Zellweger, Colin Firth und Patrick Dempsey, Countdown-Moment: Krokodileinbrecher |
| 114       | 9         | 31. Okt. 2016    | Florian David Fitz, Palina Rojinski                | Blond                     | Alicia Keys           | Halloween-Specials, Umfrage: Horrorclowns, Das unnötig komplizierte Interview: Ein-Mann-Stille-Post mit Sabine und Benedict Cumberbatch, Das schnellste Interview der Welt: Benjamin von Stuckrad-Barre, Fan-Art Raten, Zu Gast: Oliver Polak |
| 115       | 10        | 8. Nov. 2016     | Michael Wigge                                      | Moop Mama                 | -                     | Spontan Wenn ich du wäre: Jokos Rache – Klaas’ Biografie (mit Benjamin von Stuckrad-Barre, Olli Schulz und Manny Marc), Amerika verstehen mit Michael Wigge, Große Gespräche unserer Zeit: Helena Fürst und Ennesto Monté, The Art of Convincing Celebrities To Appear On Circus HalliGalli: Cobie Smulders (Auf dem Sendeplatz am Montag stattdessen die siebte Folge von Das Duell um die Geld.) |
| 116       | 11        | 14. Nov. 2016    | Green Day                                          | Schwarz Don’t Crack       | Sido feat. Kool Savas | Straßenumfrage zu Donald Trump, Goodnight Show, Sabine Does Sings Green Day, Reporterin aus Gründen |
| 117       | 12        | 21. Nov. 2016    | Johann Lafer                                       | Suck It Up                | Metallica             | Satire-Hits: Trump-Edition, Das Auge kocht mit, Metallica-Photobomb |
| 118       | 13        | 28. Nov. 2016    | Oliver Kalkofe, Peter Rütten                       | Van Holzen                | Placebo               | Skype-Interview mit Nico Rosberg, Spontan-Wenn ich du wäre: Joko bei HSE24, Ich bin dann mal Kult – Das Hörbuch, SCHLEQUFAZ – Das schlechteste Quiz über Filme aller Zeiten |
| 119       | 14        | 6. Dez. 2016     | Olli Schulz                                        | Kytes                     | Billy Talent          | Bibelumschläge von Prominenten, Der 1 Live Krone-Zwischenfall, Der große Jahresrückblick der kleinen Themen (Auf dem Sendeplatz am Montag stattdessen die achte Folge von Das Duell um die Geld.) |
| 120       | 15        | 12. Dez. 2016    | Olli Dittrich                                      | Konvoy, MC René           | Michael Kiwanuka      | Zweistündige Sondersendung: Oh(r) du fröhliche, Interview im Keller: Chris Pratt & Jennifer Lawrence, Glühwein Dingsda, #Udo Vice Bescheid: Influencer, „Das große Man kennt das: Schwester oder Bruder haben für einen die Geschenke mitbesorgt und man selber erfährt erst beim Auspacken, was es ist und muss sich nun, um nicht dumm dazustehen, eine zum Geschenk passende Geschichte spontan ausdenken Spiel“, Google Translatelehem, Highlights des Jahres, Countdown-Moment: Weihnachtsschlägerei |
|           | 16        | 19. Dez. 2016    |                                                    |                           |                       | Zweistündige Sondersendung Best of HalliGalli mit den Highlights der letzten 1,5 Jahre |

| Nr. (ges) | Nr. (St.) | Erstausstrahlung | Gäste                                                         | Band aus der Telefonzelle                                              | Musik-Performance     | Sonstiges |
| --------- | --------- | ---------------- | ------------------------------------------------------------- | ---------------------------------------------------------------------- | --------------------- | --- |
| 121       | 1         | 14. Feb. 2017    | James Blunt                                                   | Drunken Masters                                                        | Matthias Schweighöfer | Live-Sendung: Krankenhausserie: Dr. Hollywood & Dr. Dr. Sunshine on Tour, Joko und Klaas präsentieren Reklame, Trump Satire-Box, Countdown-Moment: Flitzer, Aushalten: Nicht lachen, James Blunt Sings German Songs He Never Heard Of                                                                                                 |
| 122       | 2         | 21. Feb. 2017    | Christian Ulmen, Fahri Yardım                                 | Finder                                                                 | Rag ’n’ Bone Man      | Intro: Puppe, Aushalten: Nicht lachen (mit Matthias Schweighöfer), Das schnellste Interview der Welt: Bela B, Das unnötig komplizierte Interview: Ein-Mann-Stille-Post – Sabine interviewt Drew Barrymore und Timothy Olyphant, Promo-Tortour                                                                                         |
| 123       | 3         | 28. Feb. 2017    | Ed Sheeran                                                    | SAM, Die Schwarzwälder Kirschtorten                                    | Ed Sheeran            | Intro: Toni Erdmann, Buddytach: Jugendjahre (mit Olli Schulz), Martin Schulz – Ein neutrales Portrait |
| 124       | 4         | 7. März 2017     | Ludwig Lehner                                                 | Lower Than Atlantis                                                    | Bilderbuch            | #GoslingGate bei der Verleihung der Goldenen Kamera |
| 125       | 5         | 14. März 2017    | Matthias Schweighöfer, Alexandra Maria Lara                   | Leoniden                                                               | Mighty Oaks           | Ankündigung: Fart Against Trump, Interview im Hof: Yvonne Catterfeld, Masterclass Moderation |
| 126       | 6         | 21. März 2017    | Moritz Bleibtreu, Lucas Gregorowicz                           | Ahzumjot                                                               | -                     | Interview-Prank mit Jake Gyllenhaal & Rebecca Ferguson, Fan-Art Raten, Fart Against Trump |
| 127       | 7         | 4. Apr. 2017     | Thomas Gottschalk                                             | Fotos                                                                  | Alex Vargas           | Satire-Hits: Erdogan-Edition, Udo Vice Bescheid: Pussyrap mit SXTN, Spiel: Wetten, dass, dass das bei „Wetten, dass...?“ keine Wette war. |
| 128       | 8         | 11. Apr. 2017    | Mark Forster                                                  | Circa Waves                                                            | Milky Chance          | Aushalten: Nicht lachen, Spiel: The Social Nettwork, Bei Anruf Udo mit Marteria, Das schnellste Interview der Welt: Heinz Strunk |
| 129       | 9         | 18. Apr. 2017    | Marteria                                                      | Marsimoto                                                              | Sportfreunde Stiller  | CSI: Großraumbüro, Bei Anruf Udo mit Marteria, Bitte ein Beat deluxe |
| 130       | 10        | 25. Apr. 2017    | -                                                             | Alexander Marcus                                                       | Kreator               | Joko und Klaas machen was sie wollen, Countdown-Moment: Klaas Edition, Gut Klick mit Schlecky Silberstein |
| 131       | 11        | 2. Mai 2017      | Michael Michalsky, Thomas Hayo                                | Jeden Tag Silvester                                                    | Kraftklub             | Live-Sendung mit Abstimmmöglichkeiten bei Facebook. Goodnight Show, Aushalten: Nicht lachen – Der verbotene Teil |
| 132       | 12        | 9. Mai 2017      | Campino                                                       | Counterfeit                                                            | Die Toten Hosen       | Bibis Song, TV-Formate der Zukunft, Das schnellste Interview der Welt: Nora Tschirner |
| 133       | 13        | 23. Mai 2017     | -                                                             | Toksï                                                                  | London Grammar        | Sabines Geburtstagsüberraschung, Satire-Hits: Büro-Edition, Das unnötig komplizierte Interview: Linkin Park zwischen Lautsprechern |
| 134       | 14        | 30. Mai 2017     | Dwayne Johnson, Zac Efron, Alexandra Daddario, Kelly Rohrbach | Pudeldame                                                              | Marteria              | Live-Sendung zum Red Nose Day. Aushalten: Aushalten, Live-Werbeblock, Interview im Keller: Katy Perry, Interview im Hof: Lilly Becker |
| 135       | 15        | 6. Juni 2017     | -                                                             | Genetikk, Lower Than Atlantis, Sum 41, Frank Carter & the Rattlesnakes | Beatsteaks            | Verlängerte Spezialausgabe vom Rock am Ring: Buddytach (mit Olli Schulz), In Vino Veritas (mit Palina Rojinski), Bei Scheiße Preise!, Das unnötig komplizierte Interview: Marteria im Zorbing-Ball und Kraftklub im Kettenkarussell, Palina als DJ, Crowdsurfing, Lipsync zu „Piña Colada“                                            |
| 136       | 16        | 20. Juni 2017    | Palina Rojinski                                               | Cro                                                                    | Casper                | Pre-Opener: Letzte Sendung, Betrunkene schreiben Drehbücher: Halligalli-Folge, Best of Emotionen, Countdown-Moment: Thüringer Klöße, James Blunt singt die schärfsten Halligalli-Kritiken, Matthias Schweighöfer als Halligallino, Disstrack (von Marteria, Sido, Beginner, Fahri Yardım, Kool Savas, Clueso und Cro), Verabschiedung |
|           |           | 21. Dez. 2017    |                                                               |                                                                        |                       | Dreistündige Sondersendung Circus Halligalli Greatest Hits mit den Highlights aus vier Jahren |

## Einschaltquoten

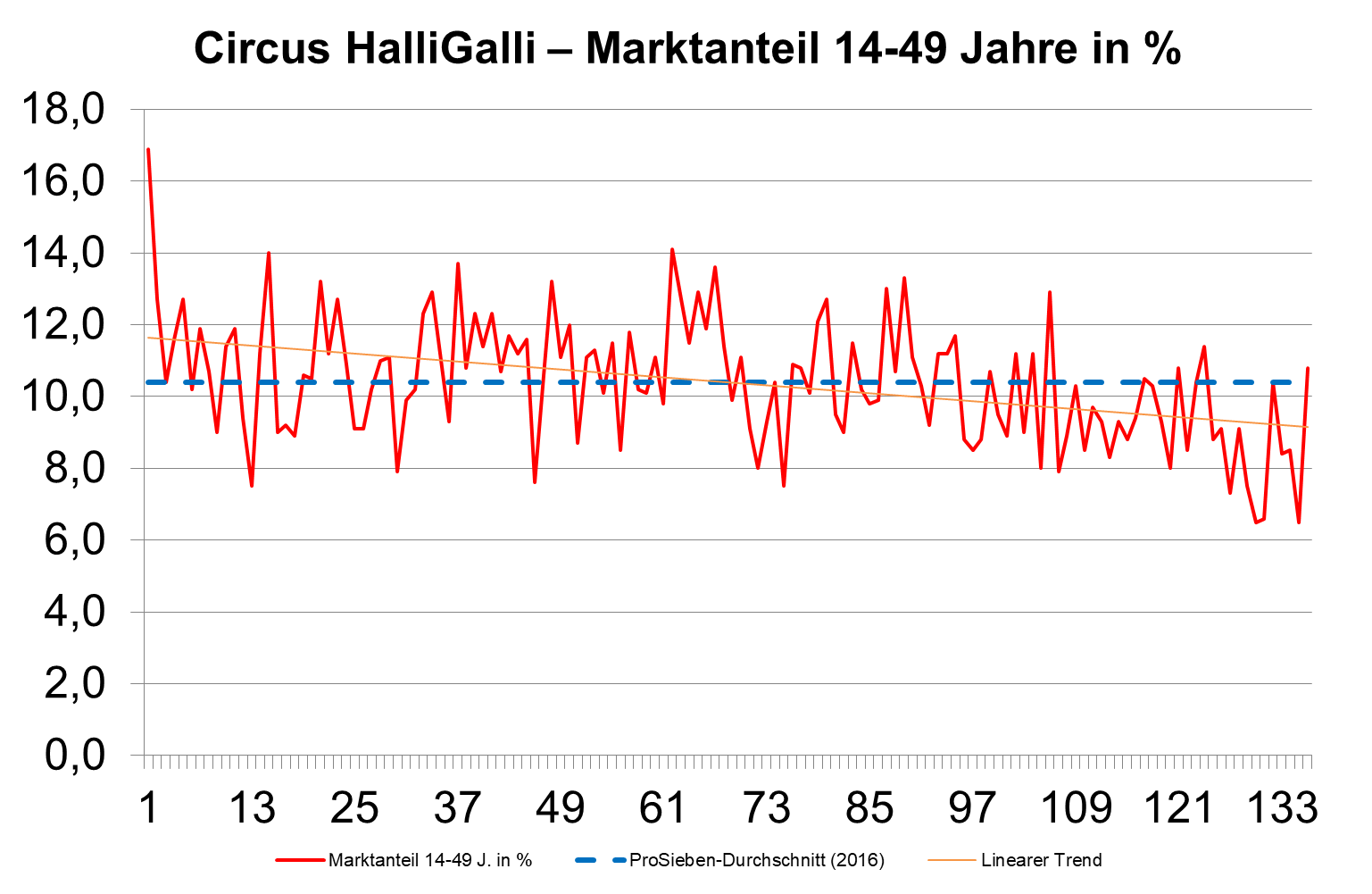
Einschaltquoten in der Zielgruppe sowie vgl. ProSieben-Schnitt

| Staffel | Ausgabe (Staffel) | Ausgabe (gesamt) | Datum         | Zuschauer Gesamt | Zuschauer 14 bis 49 Jahre | Marktanteil Gesamt | Marktanteil 14 bis 49 Jahre | Quellen         |
| ------- | ----------------- | ---------------- | ------------- | ---------------- | ------------------------- | ------------------ | --------------------------- | --------------- |
| 1       | 01                | 01               | 25. Feb. 2013 | 1,66 Mio.        | 1,52 Mio.                 | 7,8 %              | 16,9 %                      | [ 13 ] [ 14 ]   |
| 1       | 02                | 02               | 4. März 2013  | 1,21 Mio.        | 1,07 Mio.                 | 5,8 %              | 12,7 %                      | [ 15 ] [ 16 ]   |
| 1       | 03                | 03               | 11. März 2013 | 1,04 Mio.        | 0,88 Mio.                 | 5,0 %              | 10,4 %                      | [ 17 ] [ 18 ]   |
| 1       | 04                | 04               | 18. März 2013 | 1,13 Mio.        | 0,98 Mio.                 | 5,2 %              | 11,6 %                      | [ 19 ] [ 20 ]   |
| 1       | 05                | 05               | 25. März 2013 | 1,24 Mio.        | 1,08 Mio.                 | 5,9 %              | 12,7 %                      | [ 21 ] [ 22 ]   |
| 1       | 06                | 06               | 8. Apr. 2013  | 1,05 Mio.        | 0,89 Mio.                 | 4,5 %              | 10,2 %                      | [ 23 ] [ 24 ]   |
| 1       | 07                | 07               | 15. Apr. 2013 | 1,07 Mio.        | 0,97 Mio.                 | 5,3 %              | 11,9 %                      | [ 25 ] [ 26 ]   |
| 1       | 08                | 08               | 22. Apr. 2013 | 1,01 Mio.        | 0,91 Mio.                 | 4,8 %              | 10,7 %                      | [ 27 ] [ 28 ]   |
| 1       | 09                | 09               | 29. Apr. 2013 | 0,90 Mio.        | 0,81 Mio.                 | 4,9 %              | 9,0 %                       | [ 29 ] [ 30 ]   |
| 1       | 10                | 10               | 6. Mai 2013   | 0,99 Mio.        | 0,93 Mio.                 | 4,9 %              | 11,4 %                      | [ 31 ] [ 32 ]   |
| 1       | 11                | 11               | 13. Mai 2013  | 1,11 Mio.        | 1,03 Mio.                 | 5,5 %              | 11,9 %                      | [ 33 ] [ 34 ]   |
| 1       | 12                | 12               | 27. Mai 2013  | 0,91 Mio.        | 0,83 Mio.                 | 4,0 %              | 9,4 %                       | [ 35 ] [ 36 ]   |
| 1       | 13                | 13               | 3. Juni 2013  | 0,81 Mio.        | 0,74 Mio.                 | 3,3 %              | 7,5 %                       | [ 37 ] [ 38 ]   |
| 1       | 14                | 14               | 10. Juni 2013 | 1,07 Mio.        | 0,94 Mio.                 | 5,1 %              | 11,2 %                      | [ 39 ] [ 40 ]   |
| 2       | 01                | 15               | 2. Sep. 2013  | 1,24 Mio.        | 1,13 Mio.                 | 6,1 %              | 14,0 %                      | [ 41 ] [ 42 ]   |
| 2       | 02                | 16               | 9. Sep. 2013  | 0,82 Mio.        | 0,76 Mio.                 | 3,8 %              | 9,0 %                       | [ 43 ] [ 44 ]   |
| 2       | 03                | 17               | 16. Sep. 2013 | 0,92 Mio.        | 0,82 Mio.                 | 4,5 %              | 9,2 %                       | [ 45 ] [ 46 ]   |
| 2       | 04                | 18               | 23. Sep. 2013 | 0,85 Mio.        | 0,76 Mio.                 | —                  | 8,9 %                       | [ 47 ] [ 48 ]   |
| 2       | 05                | 19               | 30. Sep. 2013 | 1,03 Mio.        | 0,90 Mio.                 | 4,9 %              | 10,6 %                      | [ 49 ]          |
| 2       | 06                | 20               | 7. Okt. 2013  | 1,05 Mio.        | 0,92 Mio.                 | 4,9 %              | 10,5 %                      | [ 50 ]          |
| 2       | 07                | 21               | 14. Okt. 2013 | 1,29 Mio.        | 1,17 Mio.                 | 5,8 %              | 13,2 %                      | [ 51 ]          |
| 2       | 08                | 22               | 21. Okt. 2013 | 1,10 Mio.        | 0,99 Mio.                 | 5,0 %              | 11,2 %                      | [ 52 ]          |
| 2       | 09                | 23               | 28. Okt. 2013 | 1,17 Mio.        | 1,05 Mio.                 | 5,6 %              | 12,7 %                      | [ 53 ]          |
| 2       | 10                | 24               | 4. Nov. 2013  | 1,08 Mio.        | 0,95 Mio.                 | 5,0 %              | 10,9 %                      | [ 54 ]          |
| 2       | 11                | 25               | 11. Nov. 2013 | 0,84 Mio.        | 0,75 Mio.                 | 3,8 %              | 9,1 %                       | [ 55 ]          |
| 2       | 12                | 26               | 18. Nov. 2013 | 1,03 Mio.        | 0,86 Mio.                 | 3,9 %              | 9,1 %                       | [ 56 ]          |
| 2       | 13                | 27               | 25. Nov. 2013 | 1,03 Mio.        | 0,87 Mio.                 | 4,8 %              | 10,2 %                      | [ 57 ]          |
| 2       | 14                | 28               | 2. Dez. 2013  | 1,08 Mio.        | 0,95 Mio.                 | 5,0 %              | 11,0 %                      | [ 58 ]          |
| 2       | 15                | 29               | 9. Dez. 2013  | 1,11 Mio.        | 1,01 Mio.                 | 5,0 %              | 11,1 %                      | [ 59 ]          |
| 2       | 16                | 30               | 16. Dez. 2013 | —                | 0,85 Mio.                 | —                  | 7,9 %                       | [ 60 ]          |
| 2       | 17                | 31               | 23. Dez. 2013 | 1,25 Mio.        | 1,03 Mio.                 | 4,9 %              | 9,9 %                       | [ 61 ]          |
| 2       | 18                | 32               | 30. Dez. 2013 | 1,12 Mio.        | 1,00 Mio.                 | 4,9 %              | 10,2 %                      | [ 62 ]          |
| 3       | 01                | 33               | 24. Feb. 2014 | 1,24 Mio.        | 1,02 Mio.                 | 5,7 %              | 12,3 %                      | [ 63 ] [ 64 ]   |
| 3       | 02                | 34               | 3. März 2014  | 1,17 Mio.        | 1,07 Mio.                 | 5,2 %              | 12,9 %                      | [ 65 ] [ 66 ]   |
| 3       | 03                | 35               | 10. März 2014 | 1,06 Mio.        | 0,93 Mio.                 | 5,0 %              | 11,2 %                      | [ 67 ] [ 68 ]   |
| 3       | 04                | 36               | 17. März 2014 | 0,85 Mio.        | 0,75 Mio.                 | 4,2 %              | 9,3 %                       | [ 69 ]          |
| 3       | 05                | 37               | 24. März 2014 | 1,27 Mio.        | 1,12 Mio.                 | 6,0 %              | 13,7 %                      | [ 70 ]          |
| 3       | 06                | 38               | 31. März 2014 | 1,11 Mio.        | —                         | —                  | 10,8 %                      | [ 71 ]          |
| 3       | 07                | 39               | 7. Apr. 2014  | 0,99 Mio.        | 0,84 Mio.                 | 4,9 %              | 12,3 %                      | [ 72 ]          |
| 3       | 08                | 40               | 14. Apr. 2014 | 1,14 Mio.        | —                         | —                  | 11,4 %                      | [ 73 ]          |
| 3       | 09                | 41               | 28. Apr. 2014 | 1,22 Mio.        | —                         | 5,5 %              | 12,3 %                      | [ 74 ]          |
| 3       | 10                | 42               | 5. Mai 2014   | 1,02 Mio.        | —                         | —                  | 10,7 %                      | [ 75 ]          |
| 3       | 11                | 43               | 12. Mai 2014  | 1,15 Mio.        | —                         | —                  | 11,7 %                      | [ 76 ]          |
| 3       | 12                | 44               | 19. Mai 2014  | 1,03 Mio.        | 0,93 Mio.                 | 4,9 %              | 11,2 %                      | [ 77 ]          |
| 3       | 13                | 45               | 26. Mai 2014  | 1,13 Mio.        | —                         | —                  | 11,6 %                      | [ 78 ]          |
| 3       | 14                | 46               | 2. Juni 2014  | 0,72 Mio.        | 0,66 Mio.                 | 3,1 %              | 7,6 %                       | [ 79 ]          |
| 4       | 01                | 47               | 8. Sep. 2014  | 0,98 Mio.        | 0,87 Mio.                 | 4,9 %              | 10,6 %                      | [ 80 ]          |
| 4       | 02                | 48               | 15. Sep. 2014 | 1,11 Mio.        | 1,03 Mio.                 | 5,6 %              | 13,2 %                      | [ 81 ]          |
| 4       | 03                | 49               | 22. Sep. 2014 | 0,95 Mio.        | —                         | —                  | 11,1 %                      | [ 82 ]          |
| 4       | 04                | 50               | 29. Sep. 2014 | 1,10 Mio.        | 0,97 Mio.                 | 5,5 %              | 12,0 %                      | [ 83 ]          |
| 4       | 05                | 51               | 6. Okt. 2014  | 0,88 Mio.        | —                         | —                  | 8,7 %                       | [ 84 ]          |
| 4       | 06                | 52               | 13. Okt. 2014 | 1,08 Mio.        | 0,95 Mio.                 | 5,0 %              | 11,1 %                      | [ 85 ]          |
| 4       | 07                | 53               | 20. Okt. 2014 | 1,15 Mio.        | —                         | —                  | 11,3 %                      | [ 86 ]          |
| 4       | 08                | 54               | 27. Okt. 2014 | 0,96 Mio.        | —                         | —                  | 10,1 %                      | [ 87 ]          |
| 4       | 09                | 55               | 3. Nov. 2014  | 0,94 Mio.        | —                         | —                  | 11,5 %                      | [ 88 ]          |
| 4       | 10                | 56               | 10. Nov. 2014 | —                | —                         | —                  | 8,5 %                       | [ 89 ]          |
| 4       | 11                | 57               | 17. Nov. 2014 | 1,16 Mio.        | —                         | —                  | 11,8 %                      | [ 90 ]          |
| 4       | 12                | 58               | 24. Nov. 2014 | 0,97 Mio.        | —                         | —                  | 10,2 %                      | [ 91 ]          |
| 4       | 13                | 59               | 1. Dez. 2014  | 1,00 Mio.        | —                         | —                  | 10,1 %                      | [ 92 ]          |
| 4       | 14                | 60               | 8. Dez. 2014  | 1,13 Mio.        | —                         | —                  | 11,1 %                      | [ 93 ]          |
| 4       | 15                | 61               | 15. Dez. 2014 | 0,93 Mio.        | —                         | —                  | 9,8 %                       | [ 94 ]          |
| 4       | 16                | 62               | 22. Dez. 2014 | 1,32 Mio.        | —                         | —                  | 14,1 %                      | [ 95 ]          |
| 5       | 01                | 63               | 24. Feb. 2015 | 1,09 Mio.        | 1,01 Mio.                 | 5,1 %              | 12,7 %                      | [ 96 ]          |
| 5       | 02                | 64               | 2. März 2015  | 1,11 Mio.        | 1,01 Mio.                 | 4,9 %              | 11,5 %                      | [ 97 ]          |
| 5       | 03                | 65               | 9. März 2015  | 1,12 Mio.        | 1,04 Mio.                 | 5,2 %              | 12,9 %                      | [ 98 ]          |
| 5       | 04                | 66               | 16. März 2015 | 1,18 Mio.        | —                         | 5,3 %              | 11,9 %                      | [ 99 ]          |
| 5       | 05                | 67               | 23. März 2015 | 1,28 Mio.        | —                         | 6,1 %              | 13,6 %                      | [ 100 ]         |
| 5       | 06                | 68               | 30. März 2015 | 0,96 Mio.        | —                         | —                  | 11,4 %                      | [ 101 ]         |
| 5       | 07                | 69               | 13. Apr. 2015 | 0,92 Mio.        | —                         | —                  | 9,9 %                       | [ 102 ]         |
| 5       | 08                | 70               | 20. Apr. 2015 | 1,06 Mio.        | 0,92 Mio.                 | 4,8 %              | 11,1 %                      | [ 103 ]         |
| 5       | 09                | 71               | 27. Apr. 2015 | 0,82 Mio.        | 0,72 Mio.                 | 3,8 %              | 9,1 %                       | [ 104 ]         |
| 5       | 10                | 72               | 4. Mai 2015   | 0,69 Mio.        | —                         | —                  | 8,0 %                       | [ 105 ]         |
| 5       | 11                | 73               | 11. Mai 2015  | 0,79 Mio.        | —                         | —                  | 9,3 %                       | [ 106 ]         |
| 5       | 12                | 74               | 18. Mai 2015  | 0,93 Mio.        | —                         | 4,5 %              | 10,4 %                      | [ 107 ] [ 108 ] |
| 5       | 13                | 75               | 1. Juni 2015  | 0,77 Mio.        | —                         | —                  | 7,5 %                       | [ 109 ]         |
| 6       | 01                | 76               | 14. Sep. 2015 | 0,99 Mio.        | 0,83 Mio.                 | 4,9 %              | 10,9 %                      | [ 110 ]         |
| 6       | 02                | 77               | 21. Sep. 2015 | 0,95 Mio.        | —                         | —                  | 10,8 %                      | [ 111 ]         |
| 6       | 03                | 78               | 28. Sep. 2015 | 0,84 Mio.        | —                         | —                  | 10,1 %                      | [ 112 ]         |
| 6       | 04                | 79               | 5. Okt. 2015  | 1,01 Mio.        | 0,94 Mio.                 | 4,9 %              | 12,1 %                      | [ 113 ]         |
| 6       | 05                | 80               | 12. Okt. 2015 | 0,92 Mio.        | 0,79 Mio.                 | 5,7 %              | 12,7 %                      | [ 114 ]         |
| 6       | 06                | 81               | 19. Okt. 2015 | —                | 0,81 Mio.                 | 3,9 %              | 9,5 %                       | [ 115 ]         |
| 6       | 07                | 82               | 26. Okt. 2015 | 0,85 Mio.        | —                         | 4,0 %              | 9,0 %                       | [ 116 ]         |
| 6       | 08                | 83               | 2. Nov. 2015  | 1,08 Mio.        | —                         | 5,0 %              | 11,5 %                      | [ 117 ]         |
| 6       | 09                | 84               | 16. Nov. 2015 | 0,99 Mio.        | 0,89 Mio.                 | 4,2 %              | 10,2 %                      | [ 118 ]         |
| 6       | 10                | 85               | 23. Nov. 2015 | 0,95 Mio.        | —                         | 4,2 %              | 9,8 %                       | [ 119 ]         |
| 6       | 11                | 86               | 30. Nov. 2015 | —                | —                         | —                  | 9,9 %                       | [ 120 ]         |
| 6       | 12                | 87               | 7. Dez. 2015  | 1,24 Mio.        | 1,12 Mio.                 | 5,4 %              | 13,0 %                      | [ 121 ]         |
| 6       | 13                | 88               | 14. Dez. 2015 | —                | 1,05 Mio.                 | —                  | 10,7 %                      | [ 122 ]         |
| 7       | 01                | 89               | 1. Feb. 2016  | 1,30 Mio.        | 1,19 Mio.                 | 5,4 %              | 13,3 %                      | [ 123 ]         |
| 7       | 02                | 90               | 8. Feb. 2016  | 1,22 Mio.        | 1,06 Mio.                 | 4,7 %              | 11,1 %                      | [ 124 ]         |
| 7       | 03                | 91               | 15. Feb. 2016 | —                | —                         | —                  | 10,3 %                      | [ 125 ]         |
| 7       | 04                | 92               | 22. Feb. 2016 | 0,90 Mio.        | —                         | 3,9 %              | 9,2 %                       | [ 126 ]         |
| 7       | 05                | 93               | 29. Feb. 2016 | 1,03 Mio.        | 0,91 Mio.                 | 4,7 %              | 11,2 %                      | [ 127 ]         |
| 7       | 06                | 94               | 7. März 2016  | 1,08 Mio.        | 0,93 Mio.                 | 4,7 %              | 11,2 %                      | [ 128 ]         |
| 7       | 07                | 95               | 14. März 2016 | 1,08 Mio.        | —                         | 4,8 %              | 11,7 %                      | [ 129 ]         |
| 7       | 08                | 96               | 21. März 2016 | 0,85 Mio.        | —                         | 3,7 %              | 8,8 %                       | [ 130 ]         |
| 7       | 09                | 97               | 4. Apr. 2016  | 0,78 Mio.        | —                         | 3,7 %              | 8,5 %                       | [ 131 ]         |
| 7       | 10                | 98               | 11. Apr. 2016 | 0,80 Mio.        | —                         | —                  | 8,8 %                       | [ 132 ]         |
| 7       | 11                | 99               | 18. Apr. 2016 | —                | —                         | —                  | 10,7 %                      | [ 133 ]         |
| 7       | 12                | 100              | 25. Apr. 2016 | 0,89 Mio.        | 0,78 Mio.                 | —                  | 9,5 %                       | [ 134 ]         |
| 7       | 13                | 101              | 2. Mai 2016   | 0,80 Mio.        | 0,70 Mio.                 | 3,7 %              | 8,9 %                       | [ 135 ]         |
| 7       | 14                | 102              | 9. Mai 2016   | 1,01 Mio.        | —                         | —                  | 11,2 %                      | [ 136 ]         |
| 7       | 15                | 103              | 23. Mai 2016  | 0,89 Mio.        | 0,80 Mio.                 | 3,6 %              | 9,0 %                       | [ 137 ]         |
| 7       | 16                | 104              | 30. Mai 2016  | 0,98 Mio.        | —                         | —                  | 11,2 %                      | [ 138 ]         |
| 7       | 17                | 105              | 6. Juni 2016  | 0,69 Mio.        | 0,63 Mio.                 | 3,3 %              | 8,0 %                       | [ 139 ]         |
| 8       | 01                | 106              | 29. Aug. 2016 | 1,27 Mio.        | 1,13 Mio.                 | 5,7 %              | 12,9 %                      | [ 140 ]         |
| 8       | 02                | 107              | 5. Sep. 2016  | 0,74 Mio.        | —                         | —                  | 7,9 %                       | [ 141 ]         |
| 8       | 03                | 108              | 12. Sep. 2016 | 0,82 Mio.        | —                         | —                  | 8,9 %                       | [ 142 ]         |
| 8       | 04                | 109              | 19. Sep. 2016 | 0,83 Mio.        | —                         | —                  | 10,3 %                      | [ 143 ]         |
| 8       | 05                | 110              | 26. Sep. 2016 | 0,77 Mio.        | —                         | —                  | 8,5 %                       | [ 144 ]         |
| 8       | 06                | 111              | 10. Okt. 2016 | 0,91 Mio.        | 0,77 Mio.                 | —                  | 9,7 %                       | [ 145 ]         |
| 8       | 07                | 112              | 17. Okt. 2016 | 0,97 Mio.        | —                         | —                  | 9,3 %                       | [ 146 ]         |
| 8       | 08                | 113              | 24. Okt. 2016 | —                | —                         | —                  | 8,3 %                       | [ 147 ]         |
| 8       | 09                | 114              | 31. Okt. 2016 | 0,92 Mio.        | —                         | —                  | 9,3 %                       | [ 148 ]         |
| 8       | 10                | 115              | 8. Nov. 2016  | 0,78 Mio.        | 0,68 Mio.                 | 3,6 %              | 8,8 %                       | [ 149 ]         |
| 8       | 11                | 116              | 14. Nov. 2016 | 0,88 Mio.        | 0,78 Mio.                 | —                  | 9,4 %                       | [ 150 ]         |
| 8       | 12                | 117              | 21. Nov. 2016 | 0,94 Mio.        | —                         | —                  | 10,5 %                      | [ 151 ]         |
| 8       | 13                | 118              | 28. Nov. 2016 | 0,92 Mio.        | —                         | —                  | 10,3 %                      | [ 152 ]         |
| 8       | 14                | 119              | 6. Dez. 2016  | 0,84 Mio.        | —                         | 3,8 %              | 9,3 %                       | [ 153 ]         |
| 8       | 15                | 120              | 12. Dez. 2016 | 0,65 Mio.        | 0,55 Mio.                 | 3,5 %              | 8,0 %                       | [ 154 ]         |
| 9       | 01                | 121              | 14. Feb. 2017 | 0,86 Mio.        | 0,78 Mio.                 | —                  | 10,8 %                      | [ 155 ]         |
| 9       | 02                | 122              | 21. Feb. 2017 | 0,71 Mio.        | 0,60 Mio.                 | 3,2 %              | 8,5 %                       | [ 156 ]         |
| 9       | 03                | 123              | 28. Feb. 2017 | 0,84 Mio.        | —                         | —                  | 10,4 %                      | [ 157 ]         |
| 9       | 04                | 124              | 7. März 2017  | 0,95 Mio.        | 0,87 Mio.                 | 4,4 %              | 11,4 %                      | [ 158 ]         |
| 9       | 05                | 125              | 14. März 2017 | 0,72 Mio.        | —                         | —                  | 8,8 %                       | [ 159 ]         |
| 9       | 06                | 126              | 21. März 2017 | 0,75 Mio.        | 0,67 Mio.                 | 3,6 %              | 9,1 %                       | [ 160 ]         |
| 9       | 07                | 127              | 4. Apr. 2017  | 0,64 Mio.        | 0,52 Mio.                 | 3,0 %              | 7,3 %                       | [ 161 ]         |
| 9       | 08                | 128              | 11. Apr. 2017 | 0,91 Mio.        | —                         | 3,9 %              | 9,1 %                       | [ 162 ]         |
| 9       | 09                | 129              | 18. Apr. 2017 | 0,82 Mio.        | —                         | —                  | 7,5 %                       | [ 163 ]         |
| 9       | 10                | 130              | 25. Apr. 2017 | 0,70 Mio.        | —                         | 2,8 %              | 6,5 %                       | [ 164 ]         |
| 9       | 11                | 131              | 2. Mai 2017   | 0,62 Mio.        | —                         | —                  | 6,6 %                       | [ 165 ]         |
| 9       | 12                | 132              | 9. Mai 2017   | 0,93 Mio.        | 0,80 Mio.                 | 4,3 %              | 10,4 %                      | [ 166 ]         |
| 9       | 13                | 133              | 23. Mai 2017  | 0,73 Mio.        | 0,65 Mio.                 | 3,4 %              | 8,4 %                       | [ 167 ]         |
| 9       | 14                | 134              | 30. Mai 2017  | 0,69 Mio.        | 0,61 Mio.                 | 3,4 %              | 8,5 %                       | [ 168 ]         |
| 9       | 15                | 135              | 6. Juni 2017  | 0,63 Mio.        | 0,53 Mio.                 | 2,8 %              | 6,5 %                       | [ 169 ]         |
| 9       | 16                | 136              | 20. Juni 2017 | 0,87 Mio.        | 0,72 Mio.                 | 4,7 %              | 10,8 %                      | [ 170 ]         |

## Rezeption

### Kritiken
Die Pilotfolge wurde in den Medien unterschiedlich aufgenommen. Arno Frank von Spiegel Online bezeichnete sie als „bemüht“ und „müde“. Von den „genau zwei gelungenen Witzen dieser Sendung“ habe den einen Oliver Pocher und den anderen Wolfgang Lippert gemacht, während Winterscheidt und Heufer-Umlauf „eigentlich gar nichts“ gemacht hätten. Karin Janker bezeichnete die Sendung auf Sueddeutsche.de als „billige Kopie der Vorgängersendung“, in der jedoch durch das „Korsett aus Einspielern, Studio-Talk, Werbepause und Musiker-Auftritten […] kaum Raum blieb für die oft witzigen Wortgefechte zwischen Joko und Klaas, wie man sie noch von „MTV Home“ und „neoParadise“ in Erinnerung hat“. Zu loben sei „vor allem das, was die Show von ihren Vorgängern auf ZDFneo und MTV übernimmt“.
Alexander Krei von DWDL.de kam zu einem positiveren Fazit und lobte unter anderem die Ähnlichkeit zum Vorgänger neoParadise mit den „gewohnt kuriosen Bauchbinden“ und einem „fabelhaften Bericht von Olli Schulz“. Es handle sich nicht um Mainstream-Unterhaltung, aber um „eine Sendung, der man die Leidenschaft ihrer Macher anmerkt“, wodurch es ProSieben „wieder ein gutes Stück des zuletzt etwas verloren gegangenen Profils“ verschaffe.
Christian Spolders von RP Online bewertete auch die zweite Ausgabe wie schon die erste negativ. Nach der vierten Episode konstatierte er einen Aufwärtstrend.
Die Kommission für Jugendmedienschutz beurteilte die siebte Episode der zweiten Staffel als entwicklungsbeeinträchtigend für Jugendliche unter 18 Jahren. Grund war die Rubrik Dawn of the Gag. Die Protagonisten, die als Sympathieträger und Identifikationsfigur dienen könnten, hätten Alkohol als Spaßmacher eingesetzt, ohne dass relativierend auf Gefahren des Alkoholkonsums hingewiesen worden sei.
Arno Frank von Spiegel Online rezensierte im Oktober 2014 eine Sendung mit dem Fazit: „Ihre Witze sind albern, ihre Fragen kümmerlich – und ihre Show ist trotzdem unterhaltsam.“ Er lobte insbesondere die zahlreichen Insider-Gags und versteckten Anspielungen: „Wer [sie] aber erkennt, darf sich gebildet und zugleich gut unterhalten fühlen.“
Kritisiert wurde teilweise, dass die Show Inhalte aus der Sendung Jimmy Kimmel Live! kopiert hat. So durfte Matthias Schweighöfer in der ersten Folge der dritten Staffel die Garderobe bis kurz vor Ende der Show nicht verlassen. Die gesamte Aktion inklusive der Live-Schalten in die Garderobe und das Betteln Schweighöfers, ihm wenigstens eine Frage zu stellen, was durch ein unerwartetes, plötzliches Ereignis verhindert wurde, war bereits kurz vorher bei Jimmy Kimmel Live! zu sehen, dort jedoch mit Matt Damon als Opfer.
Kritik gab es ebenso für die Parodie eines Edeka-Werbespots im Dezember 2015. Udo Walz übernahm darin die Rolle des Großvaters und wurde durch einen Kopfschuss von Oma Violetta getötet. Anders als im eigentlichen Werbespot wurde Walz zuvor von allen Darstellern in der Parodie scharf beschimpft, weil dieser seinen eigenen Tod vorgetäuscht hatte. Die Parodie endet wie der eigentliche Spot mit einem Abendessen, bei dem der Großvater allerdings tot neben dem Tisch liegt, während er in der Edeka-Werbung zu den Feiernden gehört.

### Auszeichnungen und Nominierungen
- Rose d’Or
  - 2014: Preisträger in der Kategorie TV: Entertainment[181]
- Grimme-Preis
  - 2014: Preisträger in der Kategorie Unterhaltung[182][183]
  - 2018: Preisträger in der Kategorie Unterhaltung für #GoslingGate[184]
- Deutscher Fernsehpreis
  - 2014: Preisträger in der Kategorie Beste/Bester Show-Moderator(en) (Publikumspreis)[185]
  - 2014: Nominierung in der Kategorie Beste Unterhaltung[186][187]
  - 2016: Nominierung in der Kategorie Beste Unterhaltung Late Night
- Deutscher Comedypreis
  - 2013: Preisträger in der Kategorie Beste Comedyshow[188]
  - 2014: Nominierung in der Kategorie Beste Comedyshow[189]
  - 2015: Nominierung in der Kategorie Beste Personality-Show
- Echo
  - 2014: Preisträger in der Kategorie Partner des Jahres[190]
- Quotenmeter-Fernsehpreis
  - 2013: Preisträger in der Kategorie Beste Titelmusik
  - 2014: Preisträger in der Kategorie Beste Show mit einer Laufzeit von maximal einer Stunde
  - 2014: Preisträger in der Kategorie Bester Moderator
  - 2015: Preisträger in der Kategorie Bestes Main-Title/On-Air-Design
- KuH des Jahres
  - 2018: Preisträger der Goldenen KuH des Jahres 2017 für #GoslingGate

In der Urteilsbegründung für den Grimme-Preis 2014 bezeichnet die Jury die Grenzüberschreitung als Markenzeichen Heufer-Umlaufs und Winterscheidts. Sie befindet, es sei „zumindest im Programm der großen Sender […] weit und breit niemand in Sicht, der ihnen das Wasser reichen könnte“ und bezeichnet die Show als „witzigste Wundertüte der deutschen Fernsehunterhaltung“. Besonderes Lob erhält die Sendung für die Tatsache, dass sie sich seit MTV Home weiterentwickelt habe und sich nicht mehr ausschließlich auf die „Hassliebe“ zwischen Heufer-Umlauf und Winterscheidt konzentriere.

## Veröffentlichungen
- 2013: Sampler Circus HalliGalli (Doppel-CD, MP3)
- 2016: Buch Ich bin dann mal Kult – Die Autobiographie („Autobiografie“ von Klaas Heufer-Umlauf, erschienen im „ch verlag“; 200 Seiten, die Seiten 26 bis 184 sind als „Platz für eigene Notizen“ jedoch nur mit Seitenzahlen bedruckt und ansonsten leer)

## Trivia
Im satirischen Kinofilm Er ist wieder da von 2015 führen Joko und Klaas im Circus Halligalli-Studio ein Interview mit Adolf Hitler (gespielt von Oliver Masucci).